# Liste des voies de Marseille
Cet article donne une liste des voies de Marseille non-exhaustive.
- Haut – A
- B
- C
- D
- E
- F
- G
- H
- I
- J
- K
- L
- M
- N
- O
- P
- Q
- R
- S
- T
- U
- V
- W
- X
- Y
- Z

## 0-9
- Place du 10-Août
- Place du 10-Juin-1944
- Impasse du 11-Novembre
- Place du 14-Juillet
- Rue du 141e R.I.A.
- Boulevard des 2-Canards
- Allée des 2-Pins
- Traverse des 2-Tours
- Avenue du 24-Avril-1915
- Allée des 4-Cantons
- Impasse des 4-Portails
- Place du 5-Novembre-2018
- Boulevard du 7e Régiment des Tirailleurs Algériens
- Place du 8-Mai-1945

- Haut – A
- B
- C
- D
- E
- F
- G
- H
- I
- J
- K
- L
- M
- N
- O
- P
- Q
- R
- S
- T
- U
- V
- W
- X
- Y
- Z

## A
- Rue A. Carrel
- Impasse A. Carvin
- Rue de l'Abadie
- Rue des Abandonnés
- Traverse de l'Abattoir
- Place des Abattoirs
- Rue de l'Abbaye
- Rue de l’Abbé-Dassy
- Rue Abbé-de-L'Épée
- Rue Abbé-Faria
- Square Abbé-Faria
- Rue Abbé-Féraud
- Avenue de l’Abbé-Jean-Baptiste-Fouque
- Avenue de l’Abbé-Lanfranchi
- Impasse Abeille
- Rue des Abeilles
- Allée des Abeilles
- Rue d'Aboukir
- Impasse Abovian
- Rue Abram
- Avenue Adrienne-Ranc-Sakakini
- Rue de l'Acacia
- Avenue des Acacias (8e arrondissement)
- Avenue des Acacias (15e arrondissement)
- Montée des Acacias
- Place des Acacias
- Rue de l'Académie
- Chemin des Accates
- Montée des Accoules
- Rue Achard
- Boulevard des Aciéries
- Allée Adélaïde
- Rue Adolphe-Thiers
- Traverse Adoul
- Passage Adrien-Blès
- Chemin Adrien-Gerbe
- Boulevard Adrien-Rousseau
- Impasse des Agaces
- Allée de l'Agachon-du-Roi
- Rue Agelasto
- Rue de l’Agent-Léon-Galy
- Boulevard Aguillon
- Rue Aguillon
- Boulevard Aiglin
- Boulevard de l'Aiguillette
- Boulevard Aillaud
- Avenue de l'Aillaude
- Impasse Aimé
- Boulevard Aimé-Boissy
- Rue Aimé-Césaire
- Allée de l'Ain
- Avenue Air-Bel
- Impasse de l'Air
- Allée de l'Aisne
- Rue d'Aix
- Impasse de l'Alaska
- Boulevard Albanès
- Impasse Albarel-Malavasi
- Allée des Albatros
- Rue Albe
- Boulevard d'Albe
- Impasse Albe
- Allée Albeniz
- Avenue Albert
- Boulevard Albert (11e arrondissement)
- Boulevard Albert (13e arrondissement)
- Rue Albert
- Rue Albert-Ier
- Rue Albert-Camoin
- Square Albert-Camus
- Rue Albert-Chabanon
- Rue Albert-Cohen
- Rue Albert-Di-Fusco
- Rue Albert-Dubout
- Rue Albert-Einstein
- Rue Albertini
- Rue Albertville
- Boulevard Albin-Bandini
- Rue d'Alby
- Rue Aldebert
- Rue Albert
- Square Alexandre-Ier
- Rue Alexandre-Copello
- Boulevard Alexandre-Delabre
- Avenue Alexandre-Dumas
- Place Alexandre-Labadie
- Rue d'Alexandrie
- Rue Alexis-Carrel ou Armand-Carrel ?
- Rue Alexandre Copello
- Avenue Alfred-Blachère
- Rue Alfred-Curtel
- Impasse Alfredi
- Rue d'Alger
- Traverse des Algériens
- Impasse Algéroise
- Rue d'Algésiras
- Rue Alida-Rouffe
- Rue des Alisiers
- Boulevard Alphonse-Allais
- Rue Alphonse-Gaudot
- Rue André-Allar
- Rue Allar
- Impasse Allard
- Route d'Allauch
- Boulevard Allemand
- Rue de l'Alliance
- Allée de l'Allier
- Impasse des Alliés
- Avenue des Allobroges
- Boulevard Alméras
- Impasse Alméras
- Allée des Alouettes
- Boulevard des Alpes
- Avenue des Alpilles
- Place Alphonse-Canovas
- Rue Alphonse-Daudet
- Rue d'Alsace
- Boulevard Altéras
- Rue des Alvergnes
- Impasse des Alvergnes
- Rue Amable-Chanot
- Rue d'Amance
- Montée des Amandes
- Boulevard de l'Amandière
- Chemin des Amandiers
- Chemin des Amaryllis
- Rue Amédée
- Impasse Amédée
- Traverse Amédée
- Boulevard Amédée-Autran
- Impasse Amédée-Autran
- Rue Amélie
- Chemin de l'Américaine
- Rue de l'Amidonnerie
- Rue d'Amiens
- Rue Amiral-Courbet
- Boulevard des Amis
- Impasse des Amis
- Rue des Amoureux
- Traverse des Amoureux
- Boulevard des Amoureux
- Boulevard Ampère
- Boulevard Amphitrite
- Rue Amphoux
- Chemin des Amphoux
- Impasse Anaïs (7e arrondissement)
- Impasse Anaïs (16e arrondissement)
- Boulevard Anatole-de-la-Forge
- Rue Anatole-France
- Place de l'Ancienne-Fontaine
- Allée des Anciens-Combattants
- Impasse André
- Rue André-Audoli
- Boulevard André-Aune
- Avenue André-Bacon
- Rue André-Chamson
- Rue André-Delferrière
- Rond-point André-Mattei
- Avenue André-Zenatti
- Rue d'Andrinople
- Place Andromède
- Chemin des Anémones
- Rue Angèle
- Boulevard de l'Angelette
- Rue d'Angkor
- Boulevard d'Anjou
- Boulevard d'Annam
- Rue Anne-Gacon
- Rue Anne-Marie
- Boulevard Annette
- Traverse Anne-Rosine-Noilly-Prat
- Rue Annibal-Camoux
- Traverse de l'Annonciade
- Rue Anrès
- Impasse Anselme
- Rue d'Anthoine
- Rue Antoine-Becker
- Montée Antoine-Castejon
- Place Antoinette-Fouque
- Rue d'Antibes
- Traverse de l'Antignane
- Impasse des Antilles
- Rue des Antilles
- Rue Antoine-Becker
- Rue Antoine-Blanc
- Traverse Antoine-Caria
- Rue Antoine-Crousillat
- Rue Antoine-Del-Bello
- Traverse Antoine-Donaz
- Rue d'Anvers
- Boulevard d'Aouest
- Boulevard Apollon
- Traverse de l'Apôtre
- Montée des Appelants
- Traverse de l'Aqueduc
- Traverse de l'Arago
- Rue Aramis
- Rue des Arapèdes
- Boulevard de l'Ararat
- Allée des Arbousiers
- Rue de l'Arc
- Place de l'Archange
- Rue Archimède
- Rue d'Arcole
- Allée des Ardennes
- Rue Ardisson
- Traverse d'Arenc
- Quai d'Arenc
- Campagne d'Arène
- Rue de l'Argentière
- Impasse des Argelas
- Impasse des Argeras
- Chemin de l'Argile
- Avenue des Argiliers
- Avenue de l'Argilite
- Allée de l'Ariège
- Impasse Aristarque
- Boulevard Aristide-Barthe
- Impasse de l'Arlequin
- Rue d'Arles
- Traverse de l'Arlésienne
- Traverse Armand
- Rue Armand-Bédarride
- Chemin de l'Armée-d'Afrique
- Rue Armény
- Rue Arnal
- Cours Arnaud
- Rue Arnaud
- Avenue Arnaud
- Impasse Arnaud
- Montée des Arnauds
- Avenue des Arnavaux
- Traverse des Arnavaux
- Avenue Arnavon
- Rue Arnould
- Boulevard d'Arras
- Rue d'Artagnan
- Impasse Artaud
- Place d'Artois
- Passage des Arts
- Place d'Arvieux
- Impasse de l'Aspic
- Impasse Asquier
- Impasse Assani
- Rue Astrie
- Boulevard d'Athènes
- Rue d'Aubagne
- Rue Aubanel
- Allée de l'Aube
- Impasse de l'Aube
- Traverse de l'Aubépine
- Impasse des Aubépines
- Traverse Aubert
- Rue Audemar-Tibido
- Rue Audibert
- Rue de l'Audience
- Rue Audier
- Impasse Audouin-Dubreuil
- Rue Audric
- Rue Auger
- Rue Augusta
- Rue Auguste-Blanqui
- Rue Auguste-Chabaud
- Rue Auguste-Cieussa
- Boulevard Auguste-Comte
- Place Auguste-et-François-Carli
- Montée Auguste-Gassend
- Avenue Auguste-Gaudon
- Boulevard Augustin
- Rue Augustin-Aubert
- Rue Augustin-Fabre
- Rue Augustin-Fresnel
- Rue Augustin-Roux
- Place des Augustines
- Rue des Augustins
- Chemin de l'Aumône
- Rue Auphan
- Boulevard Auphan
- Chemin des Aurengues
- Traverse des Aurengues
- Traverse Aurore
- Rue d'Austerlitz
- Place des Autures
- Place d'Auvergne
- Boulevard de l'Avenir
- Allée de l'Aveyron
- Rue Aviateur-Le-Brix
- Rue d'Avignon
- Place des Aygadiers
- Rue des Aygadiers
- Place des Aygalades
- Impasse Azad

- Haut – A
- B
- C
- D
- E
- F
- G
- H
- I
- J
- K
- L
- M
- N
- O
- P
- Q
- R
- S
- T
- U
- V
- W
- X
- Y
- Z

## B
- Avenue Bacchus
- Traverse du Bachas
- Boulevard Balthazar-Blanc
- Rue Balthazar-Dieudé
- Boulevard des Baigneurs
- Rue du Baignoir
- Boulevard Baille
- Avenue Bainville
- Traverse Balestre
- Traverse Balicot
- Rue Ballard
- Traverse de la Balme
- Avenue des Balustres
- Place Balzac
- Impasse des Bambous
- Rue Léon Bancal
- Traverse des Bancaous
- Avenue de Bandol
- Rue des Bannières
- Boulevard Banon
- Traverse du Baou
- Rue Baptiste-Bonnet
- Rue Baptiste-Cayol
- Rue Baptistin-Fouquet
- Boulevard Bara
- Boulevard de la Barasse
- Avenue de Barbarin
- Rue Barbaroux
- Boulevard Barbe
- Boulevard Barbès
- Boulevard Barbier
- Impasse Barbier
- Rue des Barbus
- Impasse de la Bardaque
- Traverse Bargin
- Impasse Barielle
- Boulevard de la Barnière
- Impasse de la Barnière
- Place de la Barouette
- Avenue de la Barquière
- Boulevard Barral
- Boulevard Barral prolongé
- Traverse Barral
- Traverse de la Barre (12e arrondissement
- Traverse de la Barre (16e arrondissement)
- Boulevard Barry
- Rue Barsotti
- Rue des Bartavelles
- Place des Bartavelles
- Rue Barthélémy
- Boulevard Barthélemy
- Impasse Barthélemy
- Rue Barthet
- Boulevard Bartillat
- Traverse de la Bascule
- Boulevard Basile-Barelier
- Rue Basse-Sainte-Philomène
- Avenue du Bassin [Il s'agit d'un bassin assez ancien qui desservait en eaux les habitations du quartier des baumettes ; ce bassin a été rehaussé en 1965]
- Boulevard du Bassin
- Chemin du Bassin (12e arrondissement)
- Chemin du Bassin (14e arrondissement)
- Rue du Bassin
- Boulevard des Bassins-de-Radoub
- Place de la Bastide
- Allée de la Bastide-Basse
- Traverse de la Bastide-Longue
- Route des Bastides
- Chemin de Bas-Vallon
- Traverse de la Batarelle
- Rue des Bateliers
- Traverse des Batignolles
- Boulevard Battala
- Montée de la Batterie
- Chemin de la Batterie
- Traverse de la Batterie-de-Malmousque
- Chemin de la Batterie-des-Lions
- Impasse Baude
- Boulevard Baudelaire
- Vallon de la Baudille
- Traverse de la Baudille
- Traverse des Baudillons
- Boulevard Baudin
- Rue Émile Baudot
- Chemin de la Baume
- Boulevard Baume-Laugière
- Traverse de la Baume-Loubière
- Place des Baumes
- Chemin des Baumillons
- Place de Baussane
- Rue Baussenque
- Traverse Baussenque
- Rue de Bausset
- Impasse des Baux
- Avenue de la Bauxite
- Rue Bayard
- Avenue du Béal
- Allée du Béarn
- Rue Beau
- Rue de Beaucaire
- Place de la Beauce
- Rue Beaugeard
- Rue Beaujour
- Traverse Beaulieu
- Chemin des Beaumions
- Rue Beaumont
- Boulevard de Beaumont
- Traverse de Beaumont
- Avenue de Beau-Pin
- Avenue Beau-Plan
- Rue Beauregard
- Rue Beau-Rivage
- Boulevard Beauséjour
- Traverse Beausite
- Avenue Beausoleil (9e arrondissement)
- Avenue Beausoleil (12e arrondissement)
- Boulevard Beausoleil
- Rue Beauvau
- Impasse des Beaux-Arts
- Traverse des Beaux-Yeux
- Impasse Bech
- Impasse Bédarieux
- Place des Bégonias
- Boulevard de la Bégude
- Rue Bel-Air
- Boulevard Bel-Air
- Impasse de Belfort
- Avenue de Belfort
- Quai des Belges (quai de la Fraternité)
- Traverse Bélicard
- Rue Belle-de-Mai
- Impasse Belle-Fontaine
- Montée Belle-France
- Impasse Belle-Marinière
- Rue Bellegarde
- Rue Belle-Ombre
- Rue des Belles-Écuelles
- Place Belle-Vue
- Avenue Belle-Vue
- Boulevard Belle-Vue (3e arrondissement)
- Boulevard Belle-Vue (12e arrondissement)
- Boulevard Belle-Vue (11e arrondissement)
- Boulevard Belle-Vue (15e arrondissement, les Borels)
- Boulevard Belle-Vue (15e arrondissement, Verduron)
- Chemin de Belle-Vue
- Montée Belle-Vue
- Boulevard de la Belliarde
- Boulevard Bellieu
- Rue de Belloi
- Chemin des Bellons
- Impasse Bellot
- Avenue Belnet
- Cours Belsunce
- Square Belsunce
- Passage Belsunce
- Impasse du Belvédère
- Boulevard du Belvédère (12e arrondissement)
- Boulevard du Belvédère (16e arrondissement)
- Impasse Belvet
- Impasse Béné
- Rue de Benedetti
- Boulevard des Bénédictins
- Rue Bénédit
- Allée des Bengalis
- Avenue Benjamin-Delessert
- Place Benquihado
- Boulevard Bensa
- Boulevard Béouveyre
- Boulevard Béranger
- Impasse Béranger (12e arrondissement)
- Impasse Béranger (15e arrondissement)
- Rue Béranger
- Traverse Béranger
- Rue Bérard
- Traverse Bérard
- Rue du Berceau
- Montée du Berceau
- Traverse de la Berge-du-Canal
- Chemin de la Bergerie
- Allée des Bergeronnettes
- Rue des Bergers
- Rue Berle
- Impasse Berlingot
- Rue Berlioz
- Boulevard Bernabo
- Traverse Bernabo
- Avenue Bernadotte
- Boulevard Bernard
- Rue Bernard (3e arrondissement)
- Rue Bernard (11e arrondissement)
- Place Bernard-Cadenat
- Rue Bernard-du-Bois
- Place Bernard-Dubois
- Boulevard Bernex
- Chemin de Bernex
- Rue Bernex
- Traverse Bernex
- Quai de Berry
- Allée du Berry
- Rue Berthe
- Chemin de la Bertheline
- Rue Berthelot
- Rue Berthe-Simon (4e arrondissement)
- Rue de Berthe-Sylva (13e arrondissement)
- Square Berthier
- Square Berthie-Albrecht (6e arrondissement)
- Rue Berton
- Impasse Bertrand
- Impasse Bertrand-Bec
- Boulevard Bertrandon
- Impasse Bessède
- Chemin des Bessons
- Rue de Beyrouth
- Boulevard Bézombes
- Impasse des Bibis
- Rue de la Bibliothèque
- Allée des Biches
- Rue Bienvenu
- Chemin des Bigarreaux
- Chemin de la Bigote
- Quai de la Bigue
- Rue Bir-Hakeim
- Rue de Biskra
- Boulevard de Bizerte
- Allée Bizet
- Avenue Bizet
- Chemin du Bizet
- Impasse Blain
- Boulevard Blanc
- Impasse Blanc (7e arrondissement)
- Impasse Blanc (12e arrondissement)
- Avenue Blanc-Peyrard
- Boulevard de la Blancarde
- Traverse Blanchard
- Rue Blanche
- Impasse Bleue
- Boulevard des Bleuets
- Avenue des Bleuets
- Rue de Blidah
- Impasse Bobilier
- Boulevard du Bocage
- Rue Boet
- Boulevard de Boigne
- Allée du Bois
- Rue Bernard-du-Bois
- Avenue de Boisbaudran
- Impasse du Bois-Chenu
- Chemin du Bois-de-l'Aumône
- Chemin de Bois-Joli
- Avenue de Bois-Lemaître
- Avenue de Bois-Luzy
- Place Bois-Luzy
- Rue du Bois-Sacré
- Rue de la Boiseraie
- Rue Boisseau
- Rue Boisselot
- Impasse Boissieu
- Boulevard Boisson
- Traverse Bombinette
- Boulevard Bompard
- Impasse Bompard
- Rue Bompart
- Impasse Bonafoux
- Impasse Bon-Coin
- Rue de Bône
- Rue Bonhomme
- Impasse Bonhomme
- Boulevard Bonifay
- Rue du Bon-Jésus
- Rue Bonnardel
- Impasse Bonnardel
- Impasse Bonnasse
- Impasse Bonnaud
- Chemin de la Bonnaude
- Traverse de la Bonnaude
- Rue Bonnefoy
- Boulevard Bonne-Brise
- Impasse Bonne-Grâce
- Boulevard Bonnes-Grâces
- Traverse Bonnet
- Rue Bonneterie
- Impasse Bonnets
- Traverse Bonnets
- Avenue de Bonneveine
- Rue Bonneville
- Boulevard Bonniot
- Rue du Bon-Pasteur
- Impasse des Bons-Amis
- Rue des Bons-Amis
- Rue des Bons-Enfants
- Boulevard Bon-Secours
- Rue des Bons-Voisins
- Traverse des Bons-Voisins
- Rue Borde
- Montée Borel
- Avenue des Borromées
- Rue Boscary
- Boulevard du Bosphore
- Rue du Bosquet
- Rue Bossuet
- Impasse Bottin
- Rue Bouchard
- Boulevard Boucher-de-Perthes
- Place des Bouchers
- Rue de la Boucle
- Place Bougainville
- Rue Brandis
- Rue Bravet
- Rue Breteuil
- Rue Briffaut
- Rue Brochier
- Boulevard Brumaire
- Boulevard Brunat
- Boulevard Brune
- Rue Brunet
- Rue des Brusques
- Rue Buffon
- Rue Bugeaud
- Rue Busserade
- Rue de la Busserine
- Rue de la Butineuse
- Rue de la Butte

- Haut – A
- B
- C
- D
- E
- F
- G
- H
- I
- J
- K
- L
- M
- N
- O
- P
- Q
- R
- S
- T
- U
- V
- W
- X
- Y
- Z

## C
- Place du Cabas
- Boulevard du Cabot
- Place du Cabot
- Allée Cachemyra
- Impasse Cachotte
- Rue Cade
- Traverse Cade
- Avenue de la Cadenelle
- Rue Cadolive
- Place du Cadran
- Allée du Cagnard
- Impasse Caillol
- Avenue des Caillols
- Place des Caillols
- Traverse des Caillols (12e arrondissement)
- Traverse des Caillols (13e arrondissement)
- Rue du Caire
- Place Caire
- Rue Caisserie
- Impasse de la Calade
- Rue de Calais
- Rue de la Calanque
- Boulevard des Calanques
- Rue de la Calebasse
- Boulevard du Calen
- Avenue Calendal (9e arrondissement)
- Avenue Calendal (13e arrondissement)
- Place du Calendau
- Rue Callelongue
- Allée de Camargue
- Boulevard de la Camargue
- Rue du Camas
- Rue Camau
- Rue Cambacérès
- Rue du Cambodge
- Avenue des Camelias
- Rue Camille-Blanc
- Rue Camille-Desmoulins
- Boulevard Camille-Flammarion
- Impasse Camoin
- Rue de la Camoine
- Rue Camoin-Jeune
- Avenue des Camoins
- Montée des Camoins
- Route des Camoins
- Avenue de la Campagne
- Avenue Campagne-Berger
- Traverse des Campagnes
- Chemin des Campanules
- Traverse Camp-Long
- Boulevard Campourières
- Rue du Canada
- Rue du Canadel
- Quai du Canal
- Montée du Canal
- Traverse du Canal
- Boulevard du Canal
- Rue du Canal
- Rue des Canaques
- Allée des Canaris
- Rue Candolle
- La Canebière
- Chemin du Canet
- Traverse du Canet
- Avenue des Cannas
- Impasse de Cannes
- Rue Canonge
- Impasse du Canoubier
- Boulevard Canlong [Le boulevard Canlong est une déformation de champ long, qui vient d’un grand champ quand le quartier était cultivé]
- Impasse des Cantabres
- Chemin du Cap-Janet
- Avenue du Cap-Pinède
- Rue Capazza
- Rue du Capelan
- Avenue de la Capelette
- Montée Capette
- Place du Cap-Horn
- Rue Capitaine-Dessemond
- Rue du Capitaine-Galinat
- Boulevard du Capitaine-Gèze
- Rue de la Capitale
- Impasse Capricieuse
- Rue du Capricorne
- Impasse des Câpriers
- Traverse Capron
- Place des Capucines
- Boulevard Capus
- Impasse Capus
- Avenue Carade-de-Bourgogne
- Traverse Caransane
- Boulevard Carbonel
- Rue Cargo-Rhin-Fidelity
- Impasse Carle
- Impasse Carles
- Boulevard Carmagnole
- Passage de la Carmagnole
- Rue des Carmelins
- Avenue des Carmélites
- Place des Carmes
- Rue Carnavalet
- Rue Carnégie
- Allée Caroline
- Avenue de Caronte
- Boulevard des Carpeaux
- Avenue de Carqueiranne
- Impasse de la Carrière
- Rue de la Carrière (14e arrondissement)
- Rue de la Carrière (15e arrondissement)
- Chemin des Carrières
- Traverse des Carrières
- Impasse du Carroussel
- Traverse de Carthage
- Rue des Cartiers
- Boulevard de la Cartonnerie
- Impasse Carvin
- Impasse Cas
- Traverse Cas
- Boulevard Casablanca
- Traverse de la Cascade
- Avenue de la Cascade
- Traverse Cas-Dou-Jas
- Rue de la Caserne
- Rue Casile
- Traverse du Casino
- Rue Cassandre
- Traverse Casse-Cou
- Rue René Cassin
- Boulevard Cassini
- Impasse Cassinie
- Rue Cassiopée
- Rue de Cassis
- Impasse Castel-Joli
- Place Castellane
- Boulevard de Castellane
- Avenue du Castellas
- Allée du Castellet
- Rue du Castellet
- Impasse du Casteou
- Rue Castillon
- Rue de la Cathédrale
- Boulevard Catherine-Blum
- Boulevard Catrano
- Boulevard Caune
- Rue Caussemille
- Chemin des Cauvelles
- Boulevard Cauvet
- Boulevard Cauvière
- Impasse Cauvière
- Boulevard Cauvin
- Rue Cavaignac
- Traverse de Cavaillon
- Impasse de Cavallino
- Chemin du Cavaou
- Boulevard de la Cayolle
- Rue Cazalet-Jacquet
- Place Cazemajou
- Rue Cazemajou
- Traverse Cazeneuve
- Boulevard de Cazoran
- Avenue Cécile
- Rue des Cédrats
- Avenue des Cèdres
- Boulevard des Cèdres
- Rue Célina
- Allée du Centaure
- Boulevard Central (11e arrondissement)
- Boulevard Central (13e arrondissement)
- Boulevard Central (14e arrondissement)
- Impasse Central
- Allée Centrale
- Avenue Centrale
- Rue Centrale (11e arrondissement, les Camoins)
- Rue Centrale (11e arrondissement, la Valentine)
- Rue Centrale (13e arrondissement)
- Boulevard du Centre (8e arrondissement)
- Boulevard du Centre (12e arrondissement)
- Boulevard du Centre (15e arrondissement)
- Rue du Centre
- Impasse Céphise
- Impasse du Cercle (10e arrondissement)
- Impasse du Cercle (12e arrondissement)
- Montée du Cercle
- Traverse du Cerisier
- Boulevard des Cerisiers
- Allée Cervantès
- Allée César
- Rue César-Aleman
- Avenue César-Baldaccini
- Avenue César-Franck
- Allée des Cévennes
- Rue de Ceyreste
- Chemin de Cézanne
- Traverse Chabas
- Chemin de la Chaîne
- Traverse de la Chaîne
- Rue de la Chaise
- Rue Chaix
- Rue Chaix-Brian
- Rue du Chalet
- Boulevard du Chalet
- Impasse du Chalet
- Traverse du Chalet
- Avenue des Chalets
- Chemin des Chalets
- Impasse des Chalets
- Boulevard Challier-de-Néré
- Rue Chalusset
- Allée des Chamois
- Impasse Champêtre
- Avenue des Champs
- Boulevard Chancel
- Rue Chanot
- Traverse Chanot
- Boulevard Chante-Cigale
- Rue Chante-Clair
- Chemin Chante-Perdrix
- Montée Chantecler
- Rue Chantecler
- Impasse Chantefleurie
- Traverse Chantefleurie
- Rue Chanterac
- Rue du Chantier
- Impasse Chantoisel
- Rue Chape
- Rue des Chapeliers
- Boulevard de la Chapelle (9e arrondissement)
- Boulevard de la Chapelle (14e arrondissement)
- Impasse de la Chapelle (13e arrondissement)
- Impasse de la Chapelle (16e arrondissement)
- Rue de la Chapelle (3e arrondissement)
- Rue de la Chapelle (11e arrondissement)
- Boulevard de la Charbonelle
- Impasse du Charbonnage
- Allée des Chardonnerets
- Rue de la Charité
- Traverse de la Charité
- Boulevard Charlemagne
- Boulevard de Charleroi
- Boulevard Charles
- Rue Charles-Auguste
- Place Charles-Bichi
- Rue Charles-Camoin
- Rue Charles-Cerrato
- Rue Charles-Couperin
- Rue Charles-Kaddouz
- Place Charles-de-Casaulx
- Rue Charles-de-Foucauld
- Avenue Charles-Fabry
- Boulevard Charles-Nédelec
- Rue Charles-Nicolas-Appert
- Rue Charlois-Cadet
- Rue Charlotte
- Boulevard Charpentier
- Traverse Charpin
- Rue Charras
- Traverse du Charron
- Allées des Chars
- Rue de la Chartreuse
- Avenue des Chartreux
- Place des Chartreux
- Impasse Charvet
- Rue Charvet
- Impasse Chassaignon
- Rue du Chasseur
- Impasse des Chasseurs
- Montée des Chasseurs
- Avenue du Château
- Esplanade du Château
- Montée du Château
- Rue du Château
- Traverse du Château
- Rue du Château-Bovis
- Rue du Château-d'If (7e arrondissement, Endoume)
- Rue du Château-d'If (7e arrondissement, les Îles)
- Rue Château-du-Mûrier
- Avenue de Château-Gombert
- Ancien chemin de Château-Gombert
- Place Château-Joli
- Rue Château-Joli
- Traverse Château-Joli
- Rue Château-Payan
- Traverse Château-Vaudran
- Traverse du Château-Vento
- Traverse du Château-Vert
- Rue Chateaubriand
- Rue Châteauredon
- Traverse de Chaudelle
- Impasse du Chaudron
- Impasse de la Chaufferie
- Traverse Chauffert
- Boulevard Chaulan
- Vallon Chaumery
- Boulevard Chaussegros
- Traverse Chaussegros
- Rue Chauvelin
- Boulevard Chave
- Impasse du Chemin-de-fer
- Traverse du Chemin-de-fer
- Chemin des Cheminots
- Boulevard du Chêne
- Boulevard des Chênes (9e arrondissement)
- Boulevard des Chênes (10e arrondissement)
- Allée des Chênes-Verts
- Impasse du Chenil
- Traverse Cherenton
- Rue du Cheval-Blanc
- Place du Cheval-Blanc
- Traverse Chevalier
- Place Chevalier-de-La-Barre
- Allée des Chèvrefeuilles
- Allée des Chevreuils
- Chemin des Chevrettes
- Impasse Chiapale
- Traverse Chibron
- Rue Chicot
- Traverse Chicot
- Boulevard de Chinon
- Place de la Chocolaterie
- Impasse Chouquet
- Place du Christ
- Rue du Christ
- Rue Christophe-Colomb
- Avenue des Chutes-Lavie
- Boulevard des Chutes-Lavie
- Boulevard de Chypre
- Rue Ciccion
- Allées des Cigales
- Avenue des Cigales (9e arrondissement)
- Avenue des Cigales (10e arrondissement)
- Avenue des Cigales (12e arrondissement)
- Boulevard des Cigales
- Escaliers des Cigales
- Impasse des Cigales
- Montée des Cigales
- Allées des Cigalières
- Avenue des Cigalons
- Traverse du Cimetière (11e arrondissement)
- Traverse du Cimetière (12e arrondissement)
- Traverse du Cimetière (13e arrondissement)
- Traverse du Cimetière (14e arrondissement)
- Traverse du Cimetière (15e arrondissement)
- Traverse du Cimetière (16e arrondissement)
- Traverse du Cimetière-des-Juifs
- Impasse du Cinéma
- Rue du Cinéma
- Rue des Cinq-Cents
- Rue des Cinq-Cents-Couverts
- Place du Cinq-Novembre
- Avenue de la Cité
- Rue Cité-des-Platanes
- Impasse de la Citerne
- Impasse Claire
- Boulevard Claire
- Traverse de la Claire-Voie
- Rue des Clairistes
- Rue Clara
- Place du Clastre
- Avenue Clair-Matin
- Rue Clapier
- Traverse Clastrier
- Place Claude-Bernard
- Rue Claude-Debussy
- Rue Claude-Farrère
- Rond-point Claudie-Darcy
- Rue des Clématites
- Rue Clémence
- Impasse Clémence-de-Cazeneuve
- Boulevard Clément
- Traverse de la Clémentine
- Impasse Clerville
- Rue de la Clinique
- Chemin Clos-des-Roses
- Avenue Clot-Bey
- Rue de la Clovisse
- Chemin de la Clue
- Rue de Cluny
- Avenue des Coccinelles
- Avenue du Coin-Joli
- Rue Colbert
- Impasse Colette-Deréal
- Avenue Colgate
- Impasse Coli
- Boulevard Coli
- Rond-point des Colibris
- Impasse Collet
- Boulevard du Collet
- Traverse du Collet
- Traverse du Collet-Redon
- Rue Collin
- Impasse de la Colline (7e arrondissement)
- Impasse de la Colline (8e arrondissement)
- Boulevard de la Colline
- Rue Colline-Chanot
- Chemin de la Colline-Saint-Joseph
- Impasse Colomba
- Boulevard Colombet
- Rue du Colombier
- Traverse du Colonel
- Place Colonel-Édon
- Impasse des Colonies
- Rue des Colonies
- Avenue des Colonnes
- Square de la Comète
- Traverse du Commandant
- Boulevard Commandant-Finat-Duclos
- Rue du Commandant-Rolland
- Chemin de la Commanderie
- Boulevard du Commandeur
- Traverse du Commandeur
- Rue des Commerçants
- Place du Commerce
- Rue du Commissaire
- Place des Compagnons-Bâtisseurs
- Allée de la Compassion
- Rue de Compiègne
- Boulevard de Compostelle
- Traverse des Comtes
- Boulevard de la Comtesse
- Avenue Comtesse-Lily-Pastré
- Rue de la Conception
- Boulevard de la Concorde
- Rue de la Concorde
- Rue Condorcet
- Traverse du Conglu
- Rue Conio
- Rue Consolat
- Place Constantin
- Rond-point Constantin-Castéropoulos
- Avenue de Constantine
- Avenue des Constellations
- Avenue du Consul
- Impasse Conte
- Rue des Convalescents
- Rue de la Convention
- Boulevard de la Coopération
- Impasse de la Coopération
- Boulevard de la Coopérative
- Rue Copello
- Rue du Coq
- Rue du Coq-d'Inde
- Rue de la Coquette
- Rue Cora-Vaucaire
- Avenue du Corail
- Impasse du Cordeau
- Boulevard de la Corderie
- Place Corderie-Henri-Bergasse
- Avenue Cordesse [industriel marseillais André Cordesse, lui aussi protestant, qui fonde en 1945, avec Gaston Defferre, le quotidien Le Provençal et sera élu président de la chambre de commerce de Marseille en 1948]
- Boulevard de Corfou
- Avenue de Corinthe
- Rue Corneille
- Traverse Corneille
- Promenade de la Corniche
- Avenue de la Corogne
- Avenue Corot
- Avenue du Corps-Expéditionnaire
- Boulevard des Corsaires
- Avenue de la Corse
- Rue de Cortiou
- Place des Corvettes
- Square du Cosmos
- Allée des Cosmonautes
- Boulevard Costes
- Avenue de la Côte d'Azur
- Rue du Coteau
- Rue Cougit
- Impasse Coulon
- Chemin de la Courale
- Rue Courenq
- Traverse Courtès
- Traverse de Courtrai
- Rue Coutellerie
- Traverse du Couvent
- Impasse Couvent
- Impasse Crapelet
- Rue de la Crau
- Square La Cravache
- Rue de la Crèche
- Rue de la Crédence
- Rue de Crémone
- Boulevard des Créneaux
- Boulevard Crespi
- Allée de Crète
- Traverse Crésus
- Rue Crillon
- Rue de Crimée
- Rue Crinas
- Traverse Croissant-Doré
- Montée de la Croix
- Rue de la Croix
- Traverse de la Croix
- Traverse de la Croix-de-Fer
- Impasse Croix-de-Régnier
- Boulevard de la Croix-du-Sud
- Avenue de la Croix-Rouge
- Montée des Croquants
- Rue des Crottes
- Avenue Croze-Magnan
- Square Croze-Magnan
- Rue Crudère
- Rue Curie
- Avenue Curie
- Boulevard Curie
- Impasse Curie
- Rue Curiol
- Rue Curtil
- Allée des Cyclamens
- Allée des Cygnes
- Traverse des Cyprès
- Avenue Cyrano-de-Bergerac
- Avenue Cyrnos
- Rue Cyrnos
- Avenue des Cystes

- Haut – A
- B
- C
- D
- E
- F
- G
- H
- I
- J
- K
- L
- M
- N
- O
- P
- Q
- R
- S
- T
- U
- V
- W
- X
- Y
- Z

## D
- Boulevard Dahdah
- Avenue des Dahlias
- Boulevard du Dahomey
- Traverse Daino
- Impasse Daino
- Boulevard Dallest
- Impasse Dalon
- Boulevard des Dames
- Rue de Damiette
- Boulevard Dandré-Bardon
- Impasse Daniel-Audry
- Boulevard Danielle-Casanova
- Impasse Daniliane
- Boulevard Danson
- Rue Danton
- Impasse Danton
- Boulevard des Dardanelles
- Traverse Dartic
- Place Dassy
- Allée des Daturas
- Boulevard Daumas
- Rue Daumier
- Place de la Dauphine
- Rue du Dauphiné
- Boulevard des Dauphins
- Boulevard Dauzac
- Avenue David-Dellepiane
- Place Daviel
- Impasse Davin
- Rue Davin
- Boulevard Debaux
- Boulevard Debord
- Rue Decazes
- Avenue Decormis
- Traverse Décormis
- Impasse Dédale
- Traverse Déjanire
- Rue Dejean
- Impasse Dejean
- Chemin Delague
- Impasse Delague
- Rue Del-Bello-Mascolo
- Impasse des Délices
- Rue Delille
- Rond-point Delmont
- Impasse Delpech
- Avenue de Delphes
- Traverse Delphine
- Boulevard Delpin
- Montée Delrieu
- Rue Delui
- Allée de la Demande
- Boulevard Demandolx
- Rue Denis-Papin
- Impasse Denise
- Rue Depret
- Rue Desaix
- Avenue Desautel
- Rue Descente-de-l'Église
- Avenue Désiré-Bianco
- Allée Désirée
- Rue Désirée-Clary
- Rue Despieds
- Rue Destanger-Nolly
- Allée des Deux-Frères-Freschi
- Allée du Devenson
- Rue Devilliers
- Traverse du Diable
- Boulevard Didier
- Boulevard Die
- Allée de Dijon
- Traverse Diogène
- Rue du Docteur-Acquaviva
- Rond-point Docteur-Arthur-Fallot
- Rue du Docteur-Aviérinos
- Impasse du Docteur-Bonfils
- Rue du Docteur-Cauvin
- Rue du Docteur-Combalat
- Boulevard du Docteur-David-Olmer
- Rue du Docteur-Escat
- Place du Docteur-François-Arnaud
- Rue du Docteur-Gabriel-Bertrand
- Rue du Docteur-Girbal
- Avenue du Docteur-Heckel
- Rue du Docteur-Jean-Fiolle
- Boulevard du Docteur-Joseph-Arnaud
- Rue du Docteur-Jules-Cotte
- Rue du Docteur-Léon-Perrin
- Rue du Docteur-Simone-Sedan
- Boulevard Domergue
- Rue des Dominicaines
- Traverse de la Dominique
- Avenue Dominique-Colombani
- Rue Domrémy
- Traverse Don-Bosco
- Rue de la Dorade
- Traverse de la Douane
- Rue de la Douane
- Montée de la Douane
- Rue Dragon
- Impasse Dragon
- Chemin des Drailles
- Boulevard Dromel
- Rue du Droulet
- Rue Druilhe
- Traverse Duffau
- Boulevard Dugommier
- Rue Du-Guesclin
- Rue Dumarsais
- Place Dumas
- Rue Dumas
- Avenue Dumont-d'Urville
- Boulevard de Dunkerque
- Rue Dunoyer
- Place Dunoyer-de-Segonzac
- Impasse Dupont
- Rue Dupré
- Impasse Dupuy
- Rue Durand
- Impasse Durbec
- Montée des Durbec
- Impasse Durbel
- Impasse Dussuc
- Rue Duverger

- Haut – A
- B
- C
- D
- E
- F
- G
- H
- I
- J
- K
- L
- M
- N
- O
- P
- Q
- R
- S
- T
- U
- V
- W
- X
- Y
- Z

## E
- Chemin des Eaux-Vives
- Impasse Écertaize
- Rue de l'Échelle
- Rue de l’École
- Traverse de l'École-Oasis
- Montée des Écoles
- Rue des Écoles (4e arrondissement)
- Rue des Écoles (16e arrondissement)
- Traverse des Écoles
- Chemin des Écoliers
- Place des Économies
- Traverse des Économies
- Avenue des Écureuils
- Rue des Écuyers
- Rue Edgar-Melik
- Rue Edgar-Quinet
- Place Edgar-Tarquin
- Boulevard Edmond
- Place Edmond-Audran
- Rue Edmond-Dantès
- Rue Edmond-Jaloux
- Rue Edmond-Rostand
- Traverse Édouard
- Rue Édouard-Alexander
- Boulevard Édouard-Baratier
- Avenue Édouard-Branly
- Rue Édouard-Calvet
- Place Édouard-Cartailhac
- Rue Édouard-Crémieux
- Rue Édouard-Deiss
- Rue Édouard-Delanglade
- Avenue Édouard-Detaille
- Square Édouard-Estaunié
- Boulevard Édouard-Herriot
- Avenue Édouard-Le-Corbusier
- Rue Édouard-Mosse
- Rue Édouard-Peisson
- Rue Édouard-Pons
- Rue Édouard-Rastoin
- Rue Édouard-Stéphan
- Allée Édouard-Troïa
- Avenue Édouard-Vaillant
- Impasse des Églantiers
- Impasse de l'Église
- Place de l'Église (11e arrondissement, les Camoins)
- Place de l'Église (11e arrondissement, Éoures)
- Place de l'Église (11e arrondissement, la Treille)
- Place de l'Église (16e arrondissement, Saint-André)
- Place de l'Église (16e arrondissement, Saint-Henri)
- Plateau de l'Église
- Rue de l'Église
- Traverse de l'Église (9e arrondissement)
- Traverse de l'Église (13e arrondissement)
- Traverse de l'Église (15e arrondissement
- Place de l'Église-Père-Spinoza
- Rue de l'Église-Saint-Michel
- Rue de l'Éguier
- Rue d'Éguison
- Rue de l'Eissero
- Rue Élémir-Bourges
- Rue Élisabeth-Joannon
- Rue Élise-Marie-Delanian
- Avenue Élléon
- Avenue Elsa-Triolet
- Impasse Émery
- Impasse Émile
- Rue Émile-Caillol
- Rue Émile-Cavagni
- Rue Émile-Doria
- Rue Émile-Duclaux
- Rue Émile-Duployé
- Rue Émile-Fabre
- Rue Émile-Pollak
- Boulevard Émile-Sicard
- Rue Émile-Zola
- Rue Emmanuel-Allard
- Allée Emmanuel-Chabrier
- Rue Emmanuel-Eydoux
- Place Emmanuelli
- Boulevard Émy
- Route d'Enco-de-Botte
- Boulevard Enco-de-Pont
- Rue d'Endoume
- Place Engalière
- Place d'En-Haut
- Impasse Enjouvin
- Rue Enjouvin
- Rue Enrico-Fermi
- Rue Enseigne-Bisson
- Rue d’Ensuès
- Rue d’Entrecasteaux
- Rue Entre-Deux-Murs
- Rue d'Entremont
- Impasse d'Entressen
- Traverse Éole
- Montée d’Éoures
- Boulevard des Éparges
- Chemin de l’Éperon
- Traverse de l’Équateur
- Impasse de l'Érable
- Boulevard de l'Erminette
- Traverse de l'Ermitage
- Place Ernest-Barbut
- Place Ernest-Delibes
- Rue Ernest-Duchesne
- Boulevard Ernest-Gasquy
- Rue Ernest-Renan
- Rue Ernest-Rouvier[2]
- Avenue de l'Escadrille-Normandie-Niémen
- Rue de l’Escalet
- Montée des Escaliers
- Traverse des Escaliers
- Traverse Escalon
- Chemin de l'Escampoun
- Allée de l’Escapade
- Rue des Escars
- Rue Escoffier
- Impasse des Escourches
- Traverse Escudelier
- Impasse Espérance
- Impasse de l'Espérance
- Rue Espérandieu
- Place Espercieux
- Allée de l'Espigaou
- Impasse des Espigaou
- Rue de l’Espigoulier
- Boulevard Esposito
- Place de l'Esquinade
- Place Esquiros
- Rue Esquiros
- Rue de l'Estanié
- Plage de l’Estaque
- Avenue de l'Estérel
- Avenue Estoupan
- Place Estrangin-Pastré
- Place des États-Unis
- Rue Étienne-Colombel
- Rue Étienne-Dolet
- Rue Étienne-Henry Gouin
- Rue Étienne-Milan
- Rue de l'Étoile
- Avenue de l'Étoile-Polaire
- Impasse des Étoiles
- Rue Étroite
- Place Eugène-Bertrand
- Rue Eugène-Cas
- Boulevard Eugène-Cabassud
- Avenue Eugène-Cuénot
- Boulevard Eugène-Pierre
- Rue Eugène-Pottier
- Rue Eugénie
- Rond-point de l'Europe-Marcel-Brion
- Rue Euthymenes
- Rue de l'Évêché
- Avenue Excoffon
- Rue Eydoux
- Square de l’Eygalier
- Rue d'Eylau

- Haut – A
- B
- C
- D
- E
- F
- G
- H
- I
- J
- K
- L
- M
- N
- O
- P
- Q
- R
- S
- T
- U
- V
- W
- X
- Y
- Z

## F
- Rue Fabre
- Traverse Fabre (15e arrondissement)
- Traverse Fabre (16e arrondissement)
- Rue des Fabre
- Place Fabre-d'Églantine
- Boulevard des Fabres
- Rue des Fabres
- Traverse des Fabrettes
- Boulevard Fabrici
- Boulevard de la Fabrique
- Impasse de la Fabrique
- Traverse Fach
- Boulevard Faidherbe
- Traverse des Faïenciers
- Allée des Faisans
- Boulevard Faissolle
- Boulevard de la Falaise
- Rue de la Falaise
- Boulevard Falcot
- Boulevard Falque
- Rue Falque
- Impasse Fanelli
- Impasse de la Fanfare
- Impasse de la Farandole
- Rue des Farandoleurs
- Rue de la Fare
- Rue Fargès
- Boulevard Farigoule
- Impasse Farigoule
- Impasse Farigoulette
- Rue Farinière
- Rue Farjon
- Boulevard Farrenc
- Impasse Fathma
- Rue Fauchier
- Rue de la Fausse-Monnaie
- Avenue des Fauvettes
- Boulevard des Fauvettes
- Impasse des Fauvettes
- Traverse Favant
- Rue Favar
- Place Fayolle
- Avenue Fédéli
- Boulevard de la Fédération
- Avenue des Félibres
- Place Félibres
- Boulevard du Félibrige
- Avenue Félicien-François
- Rue Félicité-Beaudin
- Rue Félix
- Place Félix-Baret
- Rue Félix-Éboué
- Rue Félix-Frégier
- Rue Félix-Pyat
- Avenue Félix-Zoccola
- Boulevard Fellen
- Chemin de la Femme-Morte
- Boulevard Femy
- Rue des Fenals
- Rue Fénelon
- Chemin des Fenêtres-Rouges
- Boulevard Fenouil
- Boulevard Féraud
- Impasse Ferdinand-Arnodin
- Boulevard Ferdinand-de-Lesseps
- Avenue Ferdinand-Flotte
- Boulevard Ferdinand-Négro
- Boulevard Ferevoux
- Place Fernand-Benoît
- Boulevard Fernand-Bonnefoy
- Boulevard Fernand-Chabot
- Boulevard Fernand-Durbec
- Impasse Fernand-Guigou
- Impasse Fernand-Henry
- Rue Fernand-Karabadjakian
- Rue Fernand-Léger
- Rue Fernand-Pauriol
- Impasse Fernand-Pistor
- Avenue Fernand-Sardou
- Avenue Fernandel
- Passage Ferrari
- Rue Ferrari
- Rue des Ferrats
- Boulevard Ferrevoux
- Impasse Ferrevoux
- Impasse Ferry
- Rue des Feuillants
- Allée de la Feuilleraie
- Rue Fevareu
- Rue de Fez
- Rue des Fiacres
- Passage du Fiélas
- Boulevard Fifi-Turin
- Rue des Fifres
- Avenue de la Figonne
- Impasse Figueroa
- Boulevard Figuière (4e arrondissement)
- Boulevard Figuière (15e arrondissement)
- Impasse des Figuiers (ou du Figuier)
- Impasse du Filet-de-Pêche
- Rue de la Fille-du-Puisatier
- Boulevard Fillol
- Impasse Fissiaux
- Impasse Flammarion
- Place des Flandres
- Impasse Flécher
- Rue Flégier
- Avenue Fleming
- Allée des Fleurs
- Avenue des Fleurs
- Place des Fleurs
- Rue de Fleury
- Rue Florac
- Rue Floralia
- Avenue de Flore
- Avenue Floréal
- Impasse Florensac
- Square de la Florette
- Avenue Florian
- Impasse Florian
- Impasse Florida
- Rue des Flots-Bleus
- Traverse Flotte
- Rue de la Flûte
- Place Foenquinos
- Passage des Folies-Bergère
- Traverse Fondacle
- Rue Fondère
- Rue Fonderie-Vieille
- Rue Fongate
- Boulevard Fonscolombe
- Boulevard Font-Ségune
- Rue Font-Vert
- Traverse Font-Vert
- Boulevard de la Fontaine
- Chemin rural de la Fontaine
- Rue Fontaine (3e arrondissement)
- Rue Fontaine (7e arrondissement)
- Rue de la Fontaine
- Traverse de la Fontaine
- Rue Fontaine-d'Armény
- Rue Fontaine-de-Caylus
- Traverse Fontaine-de-Caylus
- Rond-point Fontaine-des-Tuiles
- Rue Fontaine-des-Vents
- Rond-point de la Fontaine-Fraîche
- Rue Fontaine-du-Gros-Canon
- Rue Fontaine-Neuve
- Place Fontaine-Rouvière
- Rue Fontaine Sainte-Anne
- Chemin de Fontainieu
- Rue Fontainieu
- Rue Fontange
- Rue Fontobscure
- Rue de Forbin
- Boulevard de la Forbine
- Impasse Force
- Traverse Force
- Boulevard Forer
- Impasse Forest
- Rue Forest
- Rond-point Foresta
- Impasse des Forges
- Rue Fornier
- Rue du Fort
- Rue Fort-du-Sanctuaire
- Traverse Fort-Fouque
- Rue Fort-Notre-Dame
- Rue Fortia
- Rue des Fortifications
- Rue Fortin
- Rue Fortuné-Chaillan
- Rue Fortuné-Jourdan
- Rue Foucauld
- Impasse de la Fougasse
- Impasse Fouque (7e arrondissement)
- Impasse Fouque (16e arrondissement)
- Traverse du Four
- Rue du Four-à-Chaux
- Rue Fourcroy
- Chemin du Four-de-Buze
- Traverse du Four-de-Buze
- Rue Four-du-Chapitre
- Traverse du Four-Neuf
- Allée des Fourmis
- Avenue Fournacle
- Avenue de Fournade
- Avenue de la Fourragère
- Boulevard de la Fourragère
- Impasse de la Fourragère
- Rue Fourrier
- Avenue Frais-Vallon
- Boulevard Fraissinet
- Rond-point France-Indochine
- Allée Franche-Comté
- Boulevard Francine
- Rond-point Francis-Chamant
- Place Francis-Chirat
- Rue Francis-Davso
- Rue Francis-de-Pressensé
- Impasse Francœur
- Rue François-Arago
- Boulevard François-Arlaud
- Impasse François-Arlaud
- Rue François-Barbini
- Rue François-Bazin
- Rue François-Blanc
- Rue François-Camoin
- Rue François-Cevert
- Avenue François-Chardigny
- Boulevard François-Coppée
- Rue François-Mauriac
- Avenue François-Mignet
- Place François-Moscati
- Rue François-Simon
- Rue François-Taddéï
- Boulevard Françoise-Duparc
- Rue des Francs-Tireurs
- Boulevard Frank
- Cours Franklin-Roosevelt
- Quai de la Fraternité (partie du quai des Belges côté mer)
- Rue Frédéric-Chevillon
- Boulevard Frédéric-Chevillon
- Traverse Frédéric-Chopin
- Rue Frédéric-Desmond
- Rue Frédéric-Joliot-Curie
- Avenue Frédéric-Mistral
- Rue Frédéric-Ozanam
- Boulevard Frédéric-Sauvage
- Place des Frégates
- Avenue du Frêne
- Impasse des Frênes
- Traverse des Frères
- Allée des Frères-Ambrogiani
- Rue des Frères-Cubeddu
- Boulevard des Frères-Godchot
- Rue des Frères-Pérez
- Impasse de la Frescoule
- Boulevard Frèze
- Rue Friedland
- Avenue Frimaire
- Grande place du Frioul
- Traverse du Frioul
- Avenue Fructidor
- Impasse de la Fruitière
- Avenue des Fuschias
- Traverse de la Fumade
- Allée des Fusains
- Avenue des Fusains
- Avenue de Fuveau

- Haut – A
- B
- C
- D
- E
- F
- G
- H
- I
- J
- K
- L
- M
- N
- O
- P
- Q
- R
- S
- T
- U
- V
- W
- X
- Y
- Z

## G
- Boulevard de Gabès
- Allée des Gabians
- Rue Gabriel-Audisio
- Rue Gabriel-Fauré
- Rue Gabriel-Marie
- Place Gabriel-Péri
- Avenue Gabrielle
- Rue Gaby-Deslys
- Rue Gagliardo
- Traverse Gagliardo
- Boulevard Gaillard
- Rue Gaillard
- Place du Gaillardet
- Allée des Galaxies
- Avenue de Galice
- Rue Galilée
- Impasse de la Galinette
- Allée des Galions
- Impasse Galipaux
- Impasse Gallet
- Traverse du Galoubet
- Boulevard Gambetta
- Place Gantès
- Rue Gardanne
- Impasse du Garde
- Traverse du Garde
- Avenue de la Garde-Freinet
- Impasse Gardey
- Boulevard des Gardians
- Rue des Gardians
- Boulevard de la Gare (14e arrondissement)
- Boulevard de la Gare (15e arrondissement)
- Place de la Gare-de-la-Blancarde
- Place de la Gare-de-l’Octroi
- Place de la Gare-du-Sud
- Boulevard Garibaldi
- Boulevard Gariel
- Avenue de Garlaban
- Rue Garnier
- Impasse du Garou
- Boulevard Garoutte
- Avenue de Gascogne
- Impasse Gasquet
- Boulevard Gassendi
- Rue Gaspard-Monge
- Rue Gaston-Bachelard
- Rue Gaston-Berger
- Avenue Gaston-Bosc
- Rue Gaston-Castel
- Boulevard Gaston-Crémieux
- Rue Gaston-de-Flotte
- Rue des Gâtons
- Impasse Gaubert
- Avenue Gaudibert
- Montée des Gaulois
- Rue Gautier
- Boulevard Gauthier
- Rue Gavaudan
- Impasse de la Gavelière
- Rue de la Gavelière
- Impasse Gavot
- Route de la Gavotte
- Boulevard Gavoty
- Allée Gavoty-Honnorat
- Impasse Gay
- Boulevard de la Gaye
- Place de la Gaye
- Impasse Gayer
- Rue Gay-Lambert
- Boulevard Gay-Lussac
- Impasse du Gaz
- Boulevard Gazaud
- Rue du Gaz-du-Midi
- Allée des Gazelles
- Traverse Gazzino
- Allée des Gélinottes
- Rue des Gémeaux
- Boulevard Gémy
- Impasse Gémy
- Rue de la Gendarmerie
- Avenue du Général-André
- Avenue du Général-Brissac
- Rue du Général-Carteaux
- Place du Général-de-Gaulle
- Place du Général-Ferrié
- Avenue du Général-Leclerc
- Rue de Gênes
- Impasse de la Genestelle
- Boulevard des Genêts (8e arrondissement)
- Boulevard des Genêts (11e arrondissement)
- Impasse des Genêts (7e arrondissement)
- Impasse des Genêts (15e arrondissement)
- Montée des Genêts
- Chemin du Génie
- Rue du Génie
- Traverse du Génie
- Boulevard des Génois
- Rue George
- Avenue Georges-Braque
- Boulevard Georges-Clemenceau
- Rue Georges-de-Beauregard
- Boulevard Georges-Estrangin
- Impasse Georges-Gay
- Rue Georges-Picot
- Rue Gérando
- Rue des Géraniums
- Boulevard Gérard
- Impasse Gérin
- Rue Gérin-Ricard
- Boulevard de la Germaine
- Rue Germaine (14e arrondissement)
- Rue Germaine (15e arrondissement)
- Square Germaine-Poinso-Chapuis
- Rue Germinal
- Avenue Ghighizola
- Rue Giay
- Chemin de Gibbes
- Traverse de Gibbes
- Traverse Gibraltar
- Chemin Gilbert-Charmasson
- Rue Gilbert-Dru
- Boulevard Gillet
- Impasse Gillet
- Boulevard Gillibert
- Rue Gillibert
- Montée Gilloux
- Boulevard Gilly (10e arrondissement)
- Boulevard Gilly (11e arrondissement)
- Impasse Gilly
- Rue Gimon
- Boulevard Ginier
- Boulevard Girand
- Impasse Girard (5e arrondissement)
- Impasse Girard (7e arrondissement)
- Passage Girard
- Rue Girardin
- Boulevard Giraud
- Impasse Giraud (12e arrondissement)
- Impasse Giraud (15e arrondissement)
- Place Giraud
- Rue de la Girelle
- Traverse de la Gironne
- Rue de la Glace
- Boulevard de la Glacière
- Avenue des Glaïeuls
- Rue Glandevès
- Rue des Glycines
- Allée des Goélands
- Allée des Goélettes
- Impasse du Golfe
- Impasse Gombert
- Rue Gorde
- Rue de la Gorge
- Chemin de la Gorge-Noire
- Rue Goudard
- Chemin des Goudes
- Cours Gouffé
- Place Gouffé
- Traverse de la Gouffonne
- Rue Gouin
- Avenue des Goumiers
- Impasse des Goums
- Place Gounod
- Chemin du Gour-de-Roubaud
- Boulevard Gourjon
- Rue Gourjon
- Allée Goya
- Traverse Graille
- Promenade du Grand-Large
- Grand-Rue
- Avenue de la Grande-Bastide
- Allée de la Grande-Bastide-Cazaulx
- Rue de la Grande-Ourse
- Rue de la Granière
- Rue Granoux
- Rue Grignan
- Avenue de la Grognarde
- Boulevard de la Grotte Rolland
- Rue du Groupe Scolaire
- Rue de la Guadeloupe
- Boulevard Gueidon
- Rue Guibal
- Chemin de la Guillermy
- Rue de la Guinée
- Esplanade Gunnar-Andersson
- Boulevard Gustave-Desplaces
- Rue Gustave-Eiffel
- Boulevard Gustave-Ganay
- Rue Guy-de-Combaud-Roquebrune
- Place Guy-Durand
- Rue Guy-Fabre
- Rue Guy-Môquet
- Place Guy-Philip
- Avenue Guynemer

- Haut – A
- B
- C
- D
- E
- F
- G
- H
- I
- J
- K
- L
- M
- N
- O
- P
- Q
- R
- S
- T
- U
- V
- W
- X
- Y
- Z

## H
- Boulevard Haguenau
- Avenue d'Haïfa
- Rue d’Haïphong
- Avenue d’Haïti
- Rue Halle-Delacroix
- Avenue de Hambourg
- Boulevard d’Hanoï
- Rue des Hauts-Bois
- Rue Haxo
- Avenue Hélène-Boucher
- Rue Hélène-Cogoluengues
- Boulevard de l’Helvétie
- Rue Henri-Auzias
- Rue Henri-Barbusse
- Boulevard Henri-Barnier
- Rue Henri-Becquerel
- Chemin Henri-Beyle
- Traverse Henri-Beyle
- Boulevard Henri-Boulle
- Rue Henri Cheneaux
- Rue Henri-Cochet
- Rue Henri-Crest
- Boulevard Henri-Crocy
- Place Henri-Dunant
- Boulevard Henri-Fabre
- Rue Henri-Fabre
- Rue Henri-Félix
- Impasse Henri-Fernand
- Rue Henri-Fiocca
- Boulevard Henri-Maulini
- Avenue Henri-Romain-Boyer
- Avenue Henri-Roure
- Rue Henri-Tasso
- Place Henri-Verneuil
- Boulevard Henrion
- Rond-point Henry-Frenay
- Avenue Hercule
- Traverse de l’Hermitage
- Rue Hésus
- Rue Hilarion-Bœuf
- Rue Honoré-Bouche
- Rue Honoré-de-Balzac
- Cours Honoré-d'Estienne-d'Orves
- Boulevard Honorine
- Impasse Honorine
- Rue Honnorat
- Boulevard Hopkinson
- Boulevard Hopper
- Rue Horace-Bertin
- Place de l’Horloge
- Rue de l’Horloge
- Avenue des Hortensias
- Rue de l’Horticulture
- Rue d’Hozier
- Rue Hugueny
- Place aux Huiles
- Traverse des Hussards
- Boulevard de l’Huveaune

- Haut – A
- B
- C
- D
- E
- F
- G
- H
- I
- J
- K
- L
- M
- N
- O
- P
- Q
- R
- S
- T
- U
- V
- W
- X
- Y
- Z

## I
- Avenue Ibrahim-Ali (ex-Avenue des Aygalades)
- Boulevard Icard
- Impasse Icard
- Rue des Icardins
- Rue d’Iéna
- Rue Île-de-Beauté
- Avenue d’Île-de-France
- Avenue des Îles-d’Or
- Avenue Illyssia
- Rue de l’Immaculée-Conception
- Impasse des Indépendants
- Rue des Industrieux
- Rond-point de l’Intendance
- Square Intendant-général-Chevalier
- Allée d’Interlaken
- Impasse des Intimes
- Impasse Irène
- Rue Irène-Calmettes (9e arrondissement)
- Impasse des Iris
- Montée des Iris
- Impasse Isabeau
- Boulevard Isabelle
- Avenue des Iscles-d’Or
- Boulevard Isidore Dagnan
- Rue d’Isly
- Traverse Ismaël
- Rue d’Isoard
- Rue d’Israël
- Rue d’Italie
- Boulevard des Italiens

- Haut – A
- B
- C
- D
- E
- F
- G
- H
- I
- J
- K
- L
- M
- N
- O
- P
- Q
- R
- S
- T
- U
- V
- W
- X
- Y
- Z

## J
- Rue Jacques-Bonfort
- Boulevard Jacques-Cassone
- Boulevard Jacquet
- Rond-point Jane-Castinel
- Place du Jardin-des-Plantes
- Boulevard du Jardin zoologique
- Rue Jaubert
- Rue Jean
- Traverse Jean-André
- Boulevard Jean-Aicard
- Rue Jean-Alcazar
- Place Jean-Allemand
- Cours Jean-Ballard
- Rue Jean-Baptiste-Astier
- Place Jean-Baptiste-Auffan
- Rue Jean-Baptiste-Estelle
- Passage Jean-Baptiste-Garibaldi
- Boulevard Jean-Barbieri
- Avenue Jean-Bart
- Rue Jean-Carminatti
- Rue Jean-Casse
- Impasse Jean-Chape
- Quai Jean-Charcot
- Rue Jean-Colombani
- Avenue Jean-Compadieu
- Rue Jean-Cristofol
- Rue Jean-de-Bernardy
- Rue Jean-de-Florette
- Impasse Jean-de-Savignac
- Boulevard Jean-Duchemin
- Rue Jean-Duplessis
- Rue Jean-Dolfus
- Passage Jean-Durand
- Rue Jean-Dussert
- Boulevard Jean-Eugène-Cabassud
- Rue Jean-Eugène-Paillas
- Avenue Jean-Fraissinet
- Rue Jean-François-Champollion
- Rue Jean-François-Leca
- Rue Jean-Galland
- Avenue Jean-Ginier
- Rue Jean-Giono
- Boulevard Jean-Henri-Fabre
- Rue Jean-Jacques-Charley
- Place Jean-Jaurès
- Rue Jean-Marc-Cathala
- Rue Jean-Marie-Chaise
- Rue Jean-Martin
- Rue Jean-Mermoz
- Boulevard Jean-Moulin
- Avenue Jean-Paul-Sartre
- Rue Jean-Pierre-Moustier
- Rue Jean-Queillau
- Rue Jean-Rameau
- Rue Jean-Roque
- Boulevard Jean-Salducci
- Rue Jean-Trinquet
- Place Jeanine-Pignatel
- Boulevard Jeanne-d'Arc
- Place Jeanne-d'Arc
- Rue Jeanne-d'Arc
- Rue Jeanne-de-Chantal
- Rue Jeanne-Jugan
- Traverse Jeanne-Julie-Pellizzone
- Avenue Jenny-Hélia
- Rue du Jet-d’Eau
- Rue du Jeune-Anacharsis
- Rue Jobin
- Rue Jocachim-Gasquet
- Rue John-Maynard-Keynes
- Place de la Joliette
- Quai de la Joliette
- Rue de la Joliette
- Boulevard des Joncs
- Traverse des Joncs
- Passage Joseph-Achdjian
- Boulevard Joseph-Aiguier
- Rue Joseph-Autran
- Boulevard Joseph-Bodo
- Boulevard Joseph-Bœuf
- Boulevard Joseph-Borghino
- Boulevard Joseph-Cabasson
- Rue Joseph-Clérissy
- Avenue Joseph-Crovetto
- Avenue Joseph-Étienne
- Place Joseph-Étienne
- Boulevard Joseph-Fabre
- Cours Joseph-Thierry
- Boulevard Jourdan
- Avenue Journet
- Rue Jouven
- Traverse de la Jouvière
- Rue des Joyeux
- Traverse des Juifs
- Rue Jules-Arnaud
- Place Jules-Blache
- Rue Jules-César
- Rue Jules-Gontard
- Place Jules-Guesde
- Rue Jules-Isaac
- Rue Jules-Ferry
- Rue Jules-Moulet
- Boulevard Jules-Sébastianelli
- Place Jules-Verne
- Avenue Julien
- Rue Julien-Jules
- Boulevard Julien-Pignol
- Boulebard Julien-Rancurel
- Rue Jullien
- Impasse Junot
- Rue Junot
- Rue Juramy
- Rue Jussieu
- Boulevard Justin-Besson

- Haut – A
- B
- C
- D
- E
- F
- G
- H
- I
- J
- K
- L
- M
- N
- O
- P
- Q
- R
- S
- T
- U
- V
- W
- X
- Y
- Z

## K
- Boulevard de la Kabylie
- Rue Kader-Tighilt
- Avenue de Kalliste
- Rue Kléber
- Boulevard Kraëmer
- Rue Krüger

- Haut – A
- B
- C
- D
- E
- F
- G
- H
- I
- J
- K
- L
- M
- N
- O
- P
- Q
- R
- S
- T
- U
- V
- W
- X
- Y
- Z

## L
- Rue Labry
- Rue Lacédémone
- Rue Lacépède
- Boulevard Lacordaire
- Rue du Lacydon
- Rue Lafon
- Rue Laforest
- Boulevard Lagarde
- Boulevard Lagnel
- Traverse des Laitiers
- Rue Lakanal
- Rue Lali
- Rue Lamartine
- Chemin des Lamberts
- Chemin du Lancier
- Rue de Langé
- Rue Langeron
- Traverse de la Langouste
- Rue du Languedoc
- Rue Lanthier
- Rue de La Palud
- Boulevard Larrat
- Rue de la Largade
- Boulevard Larousse
- Traverse Larousse
- Boulevard Latil
- Rue Lautard
- Boulevard Laveran
- Rue Lavie
- Rue du Lavoir
- Boulevard Lavoisier
- Traverse Lazare-Barielle
- Quai du Lazaret
- Rue Lazarine
- Boulevard Lazer
- Traverse Le-Mée
- Rue Le-Pelletier
- Boulevard Leau
- Boulevard Leccia
- Boulevard Ledru-Rollin
- Boulevard Lefebvre
- Boulevard Leglize
- Boulevard Leï-Roure
- Rue Lejeune
- Place de Lenche
- Passage Léo-Ferré
- Rue Léo-Lagrange
- Boulevard Léon
- Rue Léon-Bancal
- Rue Léon-Berger
- Square Léon-Blum
- Rue Léon-Bourgeois
- Boulevard Léon-Bruny
- Rue Léon-d'Astros
- Rue Léon-Charve
- Allée Léon-Gambetta
- Quai Léon-Gourret
- Rue Léon-Gozlan
- Route Léon-Lachamp
- Rue Léon-Meisserel
- Rue Léon-Paulet
- Boulevard Léonard-Combe
- Place Léonard-Dalmas
- Place Léopold-Baverel
- Rue Le-Pelletier
- Rue Levat
- Rue Liandier
- Boulevard des Libérateurs
- Boulevard de la Libération
- Cours Lieutaud
- Traverse Lieutaud
- Place Lieutenant-Albert-Durand
- Avenue Lieutenant-Fine
- Rue du Lieutenant-Jean-Bernard-Meschi
- Avenue des Lilas
- Rue de Locarno
- Rue de Lodi
- Rue de la Loge
- Rue du Loir
- Rue du Loisir
- Boulevard Lombard
- Boulevard Longchamp
- Rue Longue-des-Capucins
- Rue Lord-Duveen
- Rue de Lorette
- Cours de Lorraine
- Rue de la Loubière
- Allée Louis-Aragon
- Boulevard Louis-Armand
- Place Louis-Arzial
- Rue Louis-Astouin
- Rue Louis-Astruc
- Square Louis-Audibert
- Rue Louis-Bérardo
- Rue Louis-Bernardo
- Rue Louis-Bertrand
- Rue Louis-Bigonnet
- Rue Louis-Biroard
- Place Louis-Blache
- Avenue Louis-Blériot
- Place Louis-Bonnefon
- Impasse Louis-Bonnefoy
- Boulevard Louis-Botinelly
- Rue Louis-Braille
- Rue Louis Conte
- Impasse Louis-Didier
- Rue Louis-Feuillée
- Impasse Louis-Foucard
- Rue Louis-Fournier
- Boulevard Louis-Frangin
- Rue Louis-Gibert
- Traverse Louis-Gondrand
- Rue Louis-Gondret
- Place Louis-Goudard
- Rue Louis Grobet
- Boulevard Louis Guichoux
- Rue Louis Maurel
- Boulevard Louis Mazaudier
- Rue Louis Merlino
- Square Louise-Michel (Marseille) (1e arrondissement)
- Rond-point Louise-Michel(15e arrondissement)
- Boulevard Louis-Salvator
- Boulevard Louis-Villecroze
- Boulevard de Louvain
- Boulevard Luce
- Rue Luce
- Rue Lucia-Tichadou
- Avenue Lucien-Allonge
- Boulevard Lucien-Bagnasco
- Place Lucien-Frappa
- Rue Lucien-Gaillard
- Boulevard Lucien-Margaillan
- Rue Lucien-Rolmer
- Rue de la Lucrèce
- Montée Ludovic-Henri-Monnier
- Avenue Ludovic-Lègre
- Impasse de Lugo
- Rue Lulli
- Avenue de Luminy
- Impasse de la Lune
- Boulevard de Lunel
- Place du Lycée
- Rue du Lycée-Périer
- Boulevard Lyon
- Rue de Lyon
- Avenue des Lys

- Haut – A
- B
- C
- D
- E
- F
- G
- H
- I
- J
- K
- L
- M
- N
- O
- P
- Q
- R
- S
- T
- U
- V
- W
- X
- Y
- Z

## M
- Boulevard Madeleine-Remusat
- Rue Madeleine de Valmalète
- Rue Madon
- Traverse de la Madrague
- Avenue de la Madrague-de-Montredon
- Chemin de la Madrague-Ville
- Traverse Magnan
- Avenue de Maillane
- Boulevard de Maillane
- Boulevard de la Maison-Blanche
- Boulevard Maïssa
- Avenue de Malpassé
- Traverse de la Malvina
- Boulevard Manen
- Boulevard de Manosque
- Allée Manuel-de-Falla
- Allée des Maraîchers
- Boulevard Marcel
- Rue Marcel-Allegrety
- Avenue Marcel-Cottereau
- Rue Marcel-Cristol
- Boulevard Marcel-Delprat
- Rue Marcel-Redelsperger
- Rue Marcel-Roman
- Rue Marcel-Sembat
- Allée Marcel-Soulat
- Rue du Marché
- Avenue du Marché-d’Intérêt-National
- Rue du Marché-des-Capucins
- Rue Marchetti
- Avenue du Maréchal-Augereau
- Avenue Maréchal-de-Lattre-de-Tassigny
- Rue Maréchal-Fayolle
- Avenue du Maréchal-Foch
- Place Maréchal-Foch
- Traverse Mardirossian
- Rue Marengo
- Rue Marguerite-Allar
- Rue Marguerite-de-Provence
- Avenue Marie-Balajat
- Rue Marie-Cucural
- Rue Marie-de-Coulanges
- Impasse Marie-de-Sormiou
- Impasse Marie-Dominique
- Avenue Marie-Jeanne-Bernardi
- Boulevard Marie-Joseph
- Impasse Marie-Julie-Chabran
- Rond-point Marie-Madeleine-Fourcade
- Avenue Marie-Vian
- Rue Marignan
- Rue Mario-Pavrone
- Traverse de la Marionne
- Impasse Marius-Alric
- Avenue Marius-Cheysson
- Rue Marius-Diouloufet
- Avenue Marius-Gonella
- Boulevard Marius-Masse
- Boulevard Marius-Richard
- Traverse du Maroc
- Boulevard de Marrakech
- Rue de Marseille
- Rue des Martégales
- Avenue de la Martheline
- Rue Martin-Brignaudy
- Boulevard Martin-Fabre
- Traverse de la Martine
- Rue de la Martinique
- Rue Martiny
- Rue Marx-Dormoy
- Rue Mascaron
- Rue Massaliote
- Boulevard Matheron
- Rue Mathieu-Stilatti
- Rue Mathilde
- Chemin du Maupas
- Rue Maurin
- Boulevard Maurice-Barrès
- Rue Maurice-Dermerguerian
- Rue Maurice-Favier
- Rue Maurice-Grosjean
- Rue Max-Planck
- Avenue Maxime
- Boulevard de la Mazarade
- Avenue de Mazargues
- Rue Mazenod
- Avenue de la Mazenode
- Boulevard de la Méditerranée
- Rue Melchion
- Rue Melchior-Guinot
- Rue Méolan
- Avenue de la Mer
- Impasse Mercure
- Rue Mère-Teresa
- Avenue du Merlan
- Chemin du Merlan-à-la-Rose
- Avenue Merleau-Ponty
- Rue Michel
- Boulevard Michel-Fronti
- Rue Michel-Gachet
- Boulevard Michelet
- Boulevard du Midi
- Rue des Millepertuis
- Avenue Millie-Mathys
- Montée Milou
- Chemin de Mimet
- Avenue de Miramas
- Rue Mireille-Dumont
- Boulevard Mireille Jourdan-Barry
- Boulevard Mireille-Lauze
- Rue Mirès
- Avenue Miss-Columbia
- Boulevard Moïse
- Rue du Monastère
- Impasse Mont-Riant
- Impasse Montagnon-Monier
- Rue Montaigne
- Impasse Montbard
- Rue Monte-Cristo
- Avenue de Montélimar
- Montée Montgrand
- Rue Montgrand
- Place Monthyon
- Avenue de Montolivet
- Impasse Montcault
- Boulevard Montplaisir
- Traverse de la Montre
- Avenue de Montredon
- Boulevard Montrose
- Rue Moreau
- Chemin de Morgiou
- Boulevard Morot
- Boulevard de Mostaganem
- Place des Moulins
- Boulevard Mouraille
- Chemin des Mourets
- Rue des Mousses
- Boulevard Mouton
- Rue Mouton
- Avenue Mozart
- Impasse des Muges
- Chemin de la Mûre
- Rue de la Mûre
- Rue du Muret
- Boulevard des Mûriers
- Rue des Musardises
- Rue du Musée
- Rue Musso
- Boulevard Myères
- Rue des Myosotis

- Haut – A
- B
- C
- D
- E
- F
- G
- H
- I
- J
- K
- L
- M
- N
- O
- P
- Q
- R
- S
- T
- U
- V
- W
- X
- Y
- Z

## N
- Montée de la Napoule
- Impasse Narcisse
- Avenue des Narcisses
- Boulevard Nardy
- Boulevard National
- Rue Nationale
- Rue Nau
- Rue de Navarin
- Rue de Nazareth
- Traverse de Nazareth
- Rue Nègre
- Rue Négresko
- Boulevard des Neiges
- Impasse des Neiges
- Rue Néoule
- Boulevard Neptune
- Traverse des Néréïdes
- Chemin de la Nerthe
- Passage de la Nerthe
- Boulevard Netty
- Boulevard Neuf
- Chemin Neuf-des-Bellons
- Rue Neuve-Saint-Martin
- Rue Neuve-Sainte-Anne
- Rue Neuve-Sainte-Catherine
- Boulevard de Nice
- Rue de Nice
- Rue Nicolaïs
- Traverse Nicolas
- Rue Nicolas-Appert
- Rue Nicolas-Bourgat
- Rue Nicolas-Copernic
- Boulevard Nicolas-Paquet
- Rue Nicole-Zemmour
- Rue Niels-Bohr
- Chemin Niolong-dit-de-Ceinture
- Rue Niozelles
- Allée Nivose
- Boulevard de Noailles
- Traverse des Nodins
- Boulevard Noël
- Avenue Noël-Coll
- Avenue Noël-Quenau
- Rue Nogarette
- Traverse Noire
- Boulevard du Nord
- Avenue Nord-du-Petit-Lycée
- Avenue Norma
- Rue Nossi-Bé
- Boulevard Notre-Dame
- Square Notre-Dame-d’Afrique
- Traverse Notre-Dame-de-Bon-Secours
- Chemin de Notre-Dame-de-la-Consolation
- Boulevard Notre-Dame-de-Santa-Cruz
- Rue Notre-Dame-des-Anges
- Rue Notre-Dame-des-Grâces
- Place Notre-Dame-du-Mont
- Impasse Notre-Dame-Limite
- Impasse Nouveau
- Rue Nouvelle
- Rue de Noyon
- Boulevard Nungesser
- Avenue des Nymphéas

- Haut – A
- B
- C
- D
- E
- F
- G
- H
- I
- J
- K
- L
- M
- N
- O
- P
- Q
- R
- S
- T
- U
- V
- W
- X
- Y
- Z

## O
- Traverse de l’Oasis
- Rue des Oblats
- Rue de l’Observance
- Traverse de l’Observatoire
- Boulevard de l’Océan
- Rue Octave Teissier
- Boulevard de l’Octroi
- Boulevard Oddo
- Avenue d’Odessa
- Rue Odette-Jasse
- Boulevard Odon-de-Samatan
- Impasse des Olivades
- Boulevard Olive
- Rue Olive
- Avenue des Olives
- Boulevard des Olivettes
- Rue de l'Olivier
- Boulevard des Oliviers
- Montée des Oliviers
- Traverse des Oliviers
- Avenue Ollivary
- Traverse Olympe
- Traverse de l’Olympique
- Rue des Ombrelles
- Traverse des Omnibus
- Rue Omphale
- Boulevard Onfroy
- Impasse d’Or
- Rue d’Oran
- Impasse Orane-Demazis
- Rue d'Orange
- Montée de l'Oratoire
- Rue des Orfèvres
- Rue des Orgues
- Rue d’Orient
- Rue d’Orion
- Rue d’Orléans
- Allée des Ormeaux
- Rue des Orphéons
- Rue d’Oudjda
- Impasse de l’Ouest
- Rue des Ouides
- Chemin de l’Oule
- Chemin de l’Ourdisseuse
- Impasse des Oursins
- Avenue d’Outre-Mer

- Haut – A
- B
- C
- D
- E
- F
- G
- H
- I
- J
- K
- L
- M
- N
- O
- P
- Q
- R
- S
- T
- U
- V
- W
- X
- Y
- Z

## P
- Square Pablo-Casals
- Rue Pablo-Picasso
- Boulevard du Pac
- Boulevard de la Padouane
- Rue du Pageot
- Chemin de la Pageotte
- Boulevard Pagès
- Rue Pagliano
- Rue de la Pagode
- Boulevard du Pain-de-Sucre
- Rue de la Paix-Marcel-Paul
- Allée des Paladins
- Chemin de Palama
- Impasse de la Palangrotte
- Rue Palanque
- Impasse Palazzo
- Rue de la Palestine
- Rue Palestro
- Impasse de la Palmeraie
- Allée des Palmiers
- Rue de La Palud
- Rue de la Panetière
- Rue du Panier
- Boulevard du Panorama
- Avenue de la Panouse
- Traverse du Panthéon
- Rue Papère
- Impasse de la Papeterie
- Rue Papety
- Avenue des Papillons
- Rue Papon
- Avenue des Pâquerettes
- Chemin de la Parade
- Rue Paradis
- Impasse Paradou
- Traverse Parangon
- Chemin des Paranques
- Boulevard du Parasol
- Allée du Parc
- Boulevard du Parc
- Avenue du Parc-Borély
- Avenue du Parc-Montgolfier
- Boulevard Pardigon
- Impasse Pardigon
- Impasse de la Paredasse
- Chemin de la Parette
- Boulevard de Paris
- Rue Parmentier
- Chemin des Paroyes
- Traverse des Partisans
- Chemin de Party
- Traverse de Party
- Avenue du Pas-des-Tours
- Traverse du Pas-du-Faon
- Boulevard Pascal
- Rue Pascal-Cros
- Rue Pascal-Ruinat
- Rue Pascal-Xavier-Coste
- Traverse de la Passerelle
- Chemin du Passet
- Avenue Pasteur
- Rue Pasteur
- Rue Pasteur-Heuzé
- Rue Pastoret
- Boulevard de Patay
- Impasse Paul
- Traverse Paul
- Boulevard Paul-Arène
- Square Paul-Arène
- Avenue Paul-Baron
- Impasse Paul-Baron
- Boulevard Paul-Bouygues
- Rue Paul-Brutus
- Rue Paul-Carrère
- Rue Paul-Casimir
- Place Paul-Cézanne
- Boulevard Paul-Claudel
- Rue Paul-Codaccioni
- Traverse Paul-Converset
- Rue Paul-Coxe
- Avenue Paul-Dalbret
- Boulevard Paul-Doumer
- Rue Paul-Gondard
- Avenue Paul-Héroult
- Boulevard Paul-Hugues
- Rue Paul-Langevin
- Rue Paul-Lucchesi
- Rue Paul-Masson
- Rue Paul-Matton
- Boulevard Paul-Peytral
- Montée Paul-Pierre-Doussoulin
- Rue Paul-Préboist
- Boulevard Paul-Riquet
- Rue Paul-Ruat
- Rue Paulin-Talabot
- Impasse de la Pauline
- Square de la Pauline
- Rue Pauline-Carton
- Boulevard Paumont
- Impasse Paumont
- Impasse Pautrier
- Rue Pautrier
- Allée du Pavillon
- Impasse Pavillon
- Rue Pavillon
- Rue Payan-d’Augery
- Boulevard Pèbre
- Rue du Pèbre-d’Ail
- Rue des Pébrons
- Boulevard des Pêches
- Impasse des Pêcheurs
- Montée des Pêcheurs
- Place des Pêcheurs
- Rue des Pêcheurs
- Traverse des Pêcheurs
- Chemin de la Pelouque
- Boulevard des Peintures
- Allée Peiresc
- Place Pelabon
- Impasse du Pélican
- Impasse Pelissier
- Rue Pelissier
- Chemin de la Pelouque
- Rochers des Pendus
- Rue des Pénitents-Bleus
- Traverse de la Penne
- Traverse du Pensionnat
- Passage Pentécontore
- Boulevard Pépin
- Rue de la Pépinière
- Rue du Péras
- Campagne Pérasso
- Allée des Perdrix
- Allée Père-Goriot
- Allée de la Pergolette
- Boulevard Périer
- Traverse Périer
- Impasse Perlet
- Rue Perlet
- Boulevard Perrin
- Rue Perrin-Solliers
- Rue Perrinet-Pey
- Rue Perrot
- Avenue des Perrura
- Avenue des Pervenches
- Rue du Pescadou
- Boulevard Pessailhan
- Rue de la Pétanque
- Place Petit-Blanc
- Traverse du Petit-Bon-Dieu
- Avenue du Petit-Bosquet
- Traverse du Petit-Canal
- Rue du Petit-Chantier
- Impasse du Petit-Chapitre
- Rue du Petit-Chapitre
- Boulevard du Petit-Nice
- Allée du Petit-Pont
- Rue du Petit-Puits
- Rue du Petit-Saint-Jean
- Rue du Petit-Versailles
- Impasse des Petits-Champs
- Chemin de la Petite-Malette
- Rue de la Petite-Ourse
- Avenue de la Petite-Rente
- Avenue de la Petite-Suisse
- Impasse de la Petite-Suisse
- Rue des Petites-Maries
- Traverse des Petites-Maries
- Traverse Pétroccochino
- Impasse du Pétrole
- Allée des Pétunias
- Allée des Peupliers
- Boulevard des Peupliers
- Impasse des Peupliers
- Traverse Pey
- Rue de Peypin
- Rue Peyssonnel
- Place Philippe-Cérati
- Rue Philippe-de-Girard
- Boulevard Philippe-Mabilly
- Traverse Picaron
- Traverse Picasso
- Allée Pic-de-l'Étoile
- Chemin du Pic-Foch
- Chemin du Pichou
- Montée Pichou
- Rue Picon
- Place des Pierrots
- Rue Pierre-Abondance
- Rue Pierre-Albrand
- Allée Pierre-Ambrogiani
- Square Pierre-Aubert
- Rue Pierre-Bellot
- Rue Pierre-Benoît
- Rue Pierre-Béranger
- Place Pierre-Bertas
- Impasse Pierre-Blancard
- Place Pierre-Brossolette
- Avenue Pierre-Campigli
- Place Pierre-Carrié
- Allée Pierre-Cayol
- Boulevard Pierre-Chapron
- Rue Pierre-Doize
- Boulevard Pierre-Dramard
- Rue Pierre-Dravet
- Rue Pierre-Dupré
- Rue Pierre-Lalou
- Boulevard Pierre-Ménard
- Rue Pierre-Mouren
- Cours Pierre-Puget
- Impasse des Pierres-des-Moulins
- Impasse Pigala
- Traverse Pignatel
- Boulevard Pignol
- Rue Pignol
- Traverse des Pignons
- Impasse Pillu
- Place des Pilotes
- Impasse du Pin
- Montée du Pin
- Rue du Pin
- Traverse du Pin-Sec
- Impasse Pindare
- Boulevard Pinatel
- Traverse Pinatel
- Avenue de la Pinède
- Bassin de la Pinède
- Boulevard de la Pinède
- Impasse de la Pinède
- Traverse de la Pinède
- Allée des Pins
- Avenue des Pins
- Boulevard des Pins
- Vallon des Pins
- Allée des Pinsons
- Boulevard Pinsons
- Traverse de la Pintade
- Traverse des Pionniers
- Boulevard Piot
- Rue Pisançon
- Vallon Piscatoris
- Place des Pistoles
- Rue des Pistoles
- Impasse du Pistou
- Impasse Pitalugue
- Traverse Pitance
- Rue de Pichauris
- Traverse des Pitchpins
- Rue des Pite-Pite
- Rue des Pivoines
- Impasse Pizzo
- La Placette
- Place Placide-Caffo
- Impasse de la Plage
- Rond-point de la Plage
- Chemin Plaine-des-Bessons
- Impasse Plaine-Grangier
- Rue Plaine-Rey
- Avenue de la Planche
- Traverse de la Planche
- Avenue Plan-d'Aou
- Impasse Plan-d'Aou
- Impasse Plan-des-Serins
- Boulevard des Planètes
- Rue du Plan-Fourmiguier
- Boulevard de Planier
- Impasse des Plantes
- Impasse du Plantier
- Allée des Platanes
- Avenue des Platanes
- Boulevard des Platanes
- Boulevard des Platanes et du Colonel-Louis-Gondret
- Boulevard du Plateau
- Impasse du Plateau
- Montée du Plateau
- Rue du Plateau
- Traverse du Plateau
- Rue Plateau-Cherchell
- Avenue Platier
- Chemin des Plâtrières
- Traverse des Plâtrières
- Allée du Plein-Midi
- Boulevard de Plombières
- Montée Pluton
- Chemin de Pluvence
- Rue Pluviôse
- Rue du Poids-de-la-Farine
- Avenue des Poilus
- Rue des Poilus
- Boulevard Poinso-Chapuis
- Avenue du Point-d'Interrogation
- Boulevard du Point-de-Vue
- Impasse du Point-de-Vue
- Rue de Pointe-À-Pitre
- Avenue de la Pointe-Rouge
- Rue du Poirier
- Allée du Poitou
- Boulevard Polo
- Rue de Pologne
- Place de Pologne
- Square Pol-Simon
- Boulevard du Polygone
- Rue des Polytres
- Traverse de Pomègues
- Boulevard Poméon
- Boulevard de la Pomme
- Place de la Pommeraie
- Rue Pommes-d’Amour
- Rue Pommier
- Rue de la Pompe
- Traverse du Ponant
- Rue des Ponchins
- Boulevard Poniatowski
- Boulevard Pons
- Boulevard du Pont
- Rue du Pont
- Boulevard de Pont-de-Vivaux
- Chemin de Pont-de-Vivaux
- Avenue du Pontet
- Rue du Pontet
- Rue Pontevès
- Rue des Pontiers
- Rue des Ponts
- Quai du Port
- Traverse de Port-de-Bouc
- Rue du Portail
- Place du Portique
- Traverse des Ports-Sud
- Traverse du Portugal
- Boulevard de la Poste
- Rue du Poste
- Traverse de la Poste
- Chemin de la Pounche
- Avenue du Prado
- Rond-point du Prado
- Traverse Prat
- Place de la Préfecture
- Rond-Point de la Première-Armée-Française-Rhin-et-Danube
- Impasse du Presbytère
- Rue du Presbytère
- Boulevard de la Présentation
- Impasse de la Présentation
- Rue des Présentines
- Corniche Président-John-Fitzgerald-Kennedy
- Traverse du Prieur
- Allée des Primevères
- Avenue des Primevères
- Rue Primitive
- Avenue Principale
- Allée du Printemps
- Rue du Printemps
- Rue de la Prison
- Rue Professeur-Émile-Cassoute
- Rond-point Professeur-Henri-Gastaut
- Rue du Professeur-Marcel-Arnaud
- Rond-point Professeur-Pierre-Goinard
- Rue du Professeur-Roger-Luccioni
- Allée Professeur-Victor-Audibert
- Rue du Progrès
- Traverse du Progrès
- Avenue Prosper-Mérimée
- Rue Protis
- Square Protis
- Boulevard Provençal
- Avenue de Provence
- Rue de Provence
- Rue de la Providence
- Chemin des Prud'hommes
- Impasse Puech
- Traverse Puget
- Boulevard de la Pugette
- Allée du Puits
- Rue du Puits
- Traverse du Puits
- Rue Puits-Baussenque
- Chemin du Puits-de-Paul
- Rue Puits-du-Denier
- Traverse Puits-du-Lierre
- Rue-Puits-Saint-Antoine
- Impasse Pujol
- Rue Pujol
- Traverse Pupat
- Rue Puvis-de-Chavannes
- Rue des Pyrénées
- Rue Pythagore
- Rue Pythéas

- Haut – A
- B
- C
- D
- E
- F
- G
- H
- I
- J
- K
- L
- M
- N
- O
- P
- Q
- R
- S
- T
- U
- V
- W
- X
- Y
- Z

## Q
- Traverse des Quatre-Chemins
- Traverse des Quatre-Chemins de Montolivet
- Chemin des Quatre-Saisons
- Place du Quatre-Septembre
- Boulevard Queirel
- Rue de Queylar
- Impasse du Quiadou
- Place du Quiadou
- Traverse du Quiadou
- Esplanade du Quinzième-Corps
- Impasse Quo-Vadis

- Haut – A
- B
- C
- D
- E
- F
- G
- H
- I
- J
- K
- L
- M
- N
- O
- P
- Q
- R
- S
- T
- U
- V
- W
- X
- Y
- Z

## R
- Boulevard Rabatau
- Rue Rabattu
- Rue Rabelais
- Rue Rabutin-Chantal
- Rue du Racati
- Avenue Rachet
- Boulevard de la Rade
- Boulevard de la Raffinerie
- Chemin de Raguse
- Rue Raibaud
- Avenue Raimu
- Boulevard Ralli
- Rue de Ramatuelle
- Impasse Ramelle
- Rue Ramiel
- Avenue Rampal
- Traverse Rampal
- Boulevard Randon
- Rue Ranque
- Rue Raoul-Busquet
- Avenue Raoul-Follereau
- Rue Raoul-Ponchon
- Rue Raoux
- Rue Raphaël
- Rue Raphaël-Ponson
- Place Raphel
- Rue de la Rascasse
- Rue Rasongles
- Rue Raspail
- Chemin du Ravin de Castan
- Allée Ray-Grassi
- Avenue Raymond-Augier
- Boulevard Raymond-Borde
- Rue Raymond-Cayol
- Boulevard Raymond-Filliat
- Rue Raymond-Pitet
- Rue Raymond-Roux
- Rue Raymond-Tesseire
- Rue Raymonde-Martin
- Rue Raymondino
- Traverse des Raymonds
- Traverse Raynouard
- Impasse Rayolle
- Rue Réaumur
- Rue des Récolettes
- Traverse de la Reconnaissance
- Boulevard du Redon
- Rue de la Redonne
- Rue du Refuge
- Square de Regagnas
- Traverse du Régali
- Rue Régine-Crespin
- Traverse Régny
- Boulevard de Reims
- Rue de la Reine-Élisabeth
- Rue de la Reine-Jeanne
- Avenue de la Reine-Jeanne
- Rue René-d'Anjou
- Rue René-Cassin
- Rue René-Mariani
- Rue René-Seyssaud
- Rue Renoux
- Rue de la République
- Traverse de la Resclave
- Boulevard Reynaud
- Boulevard Reynaud-de-Trets
- Rue du Rhône
- Boulevard Ricard
- Rue Ricard
- Rue Rigaud
- Rue de Rimas
- Rue Rivoire
- Rue Robert-Ambroise
- Allée Robert-Daugey
- Rue Robert-et-Fénélon-Guidicelli
- Rue Robert-François
- Promenade Robert-Laffont
- Avenue Robert-Schuman
- Rue Roger-Brun
- Boulevard Roger-Chieusse
- Rue Roger-Champson
- Rue Roger-Mathurin
- Rue Roger-Renzo
- Avenue Roger-Salengro
- Rue Roger-Schiaffini
- Rue de Rognac
- Boulevard Roland-Dorgelès
- Avenue Roland-Garros
- Rue Roland-Garros
- Boulevard Romain-Rolland
- Traverse des Romans
- Rue de Rome
- Boulevard Romieu
- Impasse Romuald-Giraud
- Avenue de la Rose
- Traverse de la Rose
- Traverse Rose-Bruny
- Rue des Rossignols
- Avenue Rostand
- Rue de la Rotonde
- Traverse de la Roue
- Boulevard Rougier
- Allée de la Rouguière
- Boulevard Rouvier
- Rue Rouvière
- Boulevard de Roux
- Rue Roux-de-Brignoles
- Impasse Roxane
- Rue de Ruffi
- Rue du Ruissatel
- Chemin du Ruisseau-Mirabeau
- Traverse de la Rustique

- Haut – A
- B
- C
- D
- E
- F
- G
- H
- I
- J
- K
- L
- M
- N
- O
- P
- Q
- R
- S
- T
- U
- V
- W
- X
- Y
- Z

## S
- Rue Sabater
- Chemin des Sables-Jaunes
- Chemin du Sablier
- Boulevard du Sablier
- Route de la Sablière
- Boulevard Saccoman
- Allée Sacoman
- Place Sadi-Carnot
- Rond-point Saïd-Boualam
- Boulevard de Saïgon
- Rue Saint-Adrien
- Rue Saint-André
- Avenue de Saint-Antoine
- Rue Saint-Antoine
- Chemin de Saint-Antoine-à-Saint-Joseph
- Rue Saint-Augustin
- Rue Saint-Dominique
- Chemin de Saint-Estève
- Rue Saint-Étienne
- Rue Saint-Ferréol
- Rue Saint-François-d’Assise
- Rue Saint-François-de-Sales
- Rue Saint-Gabriel
- Rue Saint-Georges
- Chemin de Saint-Henri
- Rue Saint-Jacques
- Avenue Saint-Jean
- Rue Saint-Jean
- Chemin de Saint-Jean-du-Désert
- Rue Saint-Jean-de-Garguier
- Rue Saint-Laurent
- Rue Saint-Lazare
- Rue Saint-Léon
- Rue Saint-Léopold
- Avenue de Saint-Louis
- Cours Saint-Louis
- Boulevard de Saint-Loup
- Rue Saint-Luc
- Boulevard de Saint-Marcel
- Rampe Saint-Maurice
- Avenue de Saint-Menet
- Chemin de Saint-Mitre-à-Four-de-Buze
- Avenue Saint-Paul
- Rue Saint-Pierre
- Rue Saint-Roch
- Rue Saint-Saëns
- Rue Saint-Savournin
- Rue Saint-Sébastien
- Rue Saint-Suffren
- Rue Saint-Sylvestre
- Rue Saint-Théodore
- Rue Saint-Thomé
- Avenue de Saint-Thys
- Rue Saint-Victoret
- Rue Saint-Vincent-de-Paul
- Rue Sainte
- Rue Sainte-Adélaïde
- Rue Sainte-Agnès
- Rue Sainte-Anne
- Rue Sainte-Barbe
- Rue Sainte-Baume
- Rue Sainte-Cécile
- Rue Sainte-Elisabeth
- Rue Sainte-Famille
- Rue Sainte-Françoise
- Boulevard Sainte-Germaine
- Boulevard de Sainte-Marguerite
- Chemin de Sainte-Marthe
- Rue Sainte-Sophie
- Boulevard Sainte-Thérèse
- Rue Sainte-Victoire
- Boulevard Sakakini
- Avenue Salvador-Allende
- Rue du Sard
- Rue Saturne
- Rue de la Sauge
- Avenue du Saule-Pleureur
- Traverse Saumaty
- Traverse du Sautadou
- Allée de la Sauvagère
- Boulevard Sauvan
- Impasse Sauveur
- Square Sauveur-Del-Bove
- Rue Sauveur-Tobelem
- Rue des Scaphandriers
- Boulevard Schloesing
- Impasse Sébastien-Casanova
- Rue Sébastien-Laï
- Place Sébastopol
- Traverse de la Seigneurie
- Traverse Sellier
- Rue Sénac-de-Meilhan
- Rue Serge-Bessière
- Rue Serge-Douriant
- Rue Séry[3]
- Traverse Séry
- Impasse Séry
- Rue de Siam
- Rue Sibie
- Square Sidi-Brahim
- Boulevard Sidolle
- Boulevard Simon-Bolivar
- Passage Simone-Cassagne
- Rue Simone-Weil
- Avenue Sole-Mio
- Rue du Soleil
- Boulevard Soleirol
- Rue de Solférino
- Rue Sollier
- Chemin de Sormiou
- Square Sous-Lieutenant-Danjaume
- Rue Spinelly
- Rue du Stade
- Rue Stanislas-Torrents
- Boulevard de Strasbourg
- Rue du Sud et du Père-Louis-Thérobe
- Rue Sylvabelle
- Boulevard Sylvestre

- Haut – A
- B
- C
- D
- E
- F
- G
- H
- I
- J
- K
- L
- M
- N
- O
- P
- Q
- R
- S
- T
- U
- V
- W
- X
- Y
- Z

## T
- Avenue de Tahure
- Impasse des Taillis
- Avenue Taine
- Avenue Talabot
- Place Talabot
- Boulevard des Talus
- Traverse de Tamatave
- Impasse des Tamarins
- Traverse du Tambourin
- Impasse Tananarive
- Boulevard Tanneur
- Rue du Taoumé
- Rue du Tapis-Vert
- Boulevard Tellène
- Rue Terrusse
- Boulevard Testanière
- Escaliers de la Tête-d’Or
- Rue Théodore-Cayol
- Boulevard Théodore-Thurner
- Rue Théolet
- Rue Théophile-Boudier
- Rue Théophile-Décanis
- Rue Thérésa
- Boulevard Thermidor
- Boulevard de la Thèse
- Boulevard Thiers
- Rue Thieux
- Boulevard Thomas
- Rue Thubaneau
- Rue Thyde-Monnier
- Rue de Tilsit
- Rue du Timon
- Avenue Timon-David
- Passage Timon-David
- Avenue de la Timone
- Avenue de la Tour-Blanche
- Esplanade de la Tourette
- Rue Toussaint
- Rue de la Tramontane
- Rue Transvaal
- Place des Treize-Cantons
- Boulevard du Trident
- Rue Trigance
- Boulevard Tristan-Corbière
- Boulevard des Tritons
- Avenue des Troènes
- Impasse des Troènes
- Rue des Trois-Frères-Barthélemy
- Rue des Trois-Frères-Carasso
- Avenue des Trois-Lucs
- Route des Trois-Lucs à la Valentine
- Rue des Trois-Mages
- Impasse des Trois-Maisons
- Les Trois-Passages
- Impasse des Trois-Poilus
- Rue des Trois-Ponts
- Rue des Trois-Rois
- Avenue des Trois-Sœurs
- Boulevard Trollat
- Impasse Tronc
- Rue du Troubadour
- Boulevard de Troyes
- Boulevard Truphème
- Chemin des Tuileries
- Chemin de la Tuilière
- Boulevard de Tunis
- Rue de la Turbine
- Rue Turcan
- Allée Turcat-Méry
- Rue Turcon
- Rue de Turenne
- Boulevard Turgot
- Rue des Tyrans

- Haut – A
- B
- C
- D
- E
- F
- G
- H
- I
- J
- K
- L
- M
- N
- O
- P
- Q
- R
- S
- T
- U
- V
- W
- X
- Y
- Z

## U
- Avenue Ulysse-Gras
- Rue Uranus
- Rue Urbain V
- Rue d’Urfé
- Rue de l’Usine
- Montée des Usines

- Haut – A
- B
- C
- D
- E
- F
- G
- H
- I
- J
- K
- L
- M
- N
- O
- P
- Q
- R
- S
- T
- U
- V
- W
- X
- Y
- Z

## V
- Rue Va-à-la-Calanque
- Rue Vacon
- Route de la Valentine
- Traverse Valette
- Place Valère-Bernard
- Rue Vallence-Père-Ruby
- Chemin du Vallon-de-l’Oriol
- Chemin du Vallon-de-la-Barasse
- Rue du Vallon-des-Auffes
- Chemin du Vallon-des-Escourtines
- Avenue du Vallon-D’ol
- Rue Vandel
- Boulevard des Vagues
- Rue de Varsovie
- Boulevard Vauban
- Boulevard Vaucanson {faire référence à l'article Jacques Vaucanson}
- Avenue Vaudoyer
- Rue Vauvenargues
- Avenue Védrines
- Rue Véga
- Boulevard Velasquez
- Rue Venture
- Boulevard Véran
- Rue Verdillon
- Rue de Verdun
- Boulevard Verne
- Boulevard de la Verrerie
- Rue de Versailles
- Rue des Vertus
- Impasse Vial
- Boulevard Viala
- Rue Vian
- Impasse Victor-Cousin
- Boulevard Victor-Duruy
- Place Victor-Gélu
- Place Victor-Hugo
- Avenue Victoria
- Avenue Victoria-Marino
- Boulevard Vidal
- Rue de la Vieille-Tour
- Impasse de la Vielle
- Avenue de Vienne
- Impasse du Vieux-Chêne
- Traverse du Vieux-Moulin
- Rue du Vieux-Palais
- Traverse de la Vigie
- Allée Vignal
- Rue des Vignerons
- Boulevard des Vignes
- Impasse de Vigo
- Rue Villa-Oddo
- Rue de Village
- Traverse du Villageon
- Rue Villas-Paradis
- Rue Villeneuve
- Place Villeneuve-Bargemon
- Avenue Vincent-Andreu
- Rue Vincent-Courdouan
- Boulevard Vincent-Delpuech
- Avenue Vincent-Faïta
- Rue Vincent-Leblanc
- Boulevard Vincent-Ortusi
- Rue Vincent-Scotto
- Avenue Vincent-Van-Gogh
- Traverse Vincenti
- Boulevard de Vintimille
- Rue Virgile-Marron
- Rue de la Visitation
- Avenue de la Viste
- Traverse de la Viste
- Avenue Vitagliano
- Rue Vitalis
- Avenue Viton
- Place Vivaux
- Allée de la Voirie
- Traverse de la Volga
- Boulevard Voltaire
- Boulevard des Volubilis
- Traverse des Voyageurs

- Haut – A
- B
- C
- D
- E
- F
- G
- H
- I
- J
- K
- L
- M
- N
- O
- P
- Q
- R
- S
- T
- U
- V
- W
- X
- Y
- Z

## W
- Avenue William-Booth
- Rue Wulfran-Puget

- Haut – A
- B
- C
- D
- E
- F
- G
- H
- I
- J
- K
- L
- M
- N
- O
- P
- Q
- R
- S
- T
- U
- V
- W
- X
- Y
- Z

## X
- Rue Xavier-Pascal-Coste
- Rue Xavier-Progin
- Chemin des Xaviers

- Haut – A
- B
- C
- D
- E
- F
- G
- H
- I
- J
- K
- L
- M
- N
- O
- P
- Q
- R
- S
- T
- U
- V
- W
- X
- Y
- Z

## Y
- Rue d’Ypres
- Boulevard Ysnard
- Avenue Yves-Bourde
- Rue Yves-Chapuis
- Chemin Yves-Dollo
- Avenue Yves-Giroud
- Rue Yves-Lariven
- Allée Yvon-Morandat

- Haut – A
- B
- C
- D
- E
- F
- G
- H
- I
- J
- K
- L
- M
- N
- O
- P
- Q
- R
- S
- T
- U
- V
- W
- X
- Y
- Z

## Z
- Impasse Zamenhof
- Impasse Zamora
- Avenue Zampa
- Rue Zarokeli
- Impasse Zengler
- Montée du Zénith
- Traverse des Zéphyrs
- Place des Zinnias
- Square Zino-Francescatti
- Traverse Zizinia
- Avenue du Zodiaque

- Haut – A
- B
- C
- D
- E
- F
- G
- H
- I
- J
- K
- L
- M
- N
- O
- P
- Q
- R
- S
- T
- U
- V
- W
- X
- Y
- Z